# Artisanat et arts populaires dans l'État de Michoacán

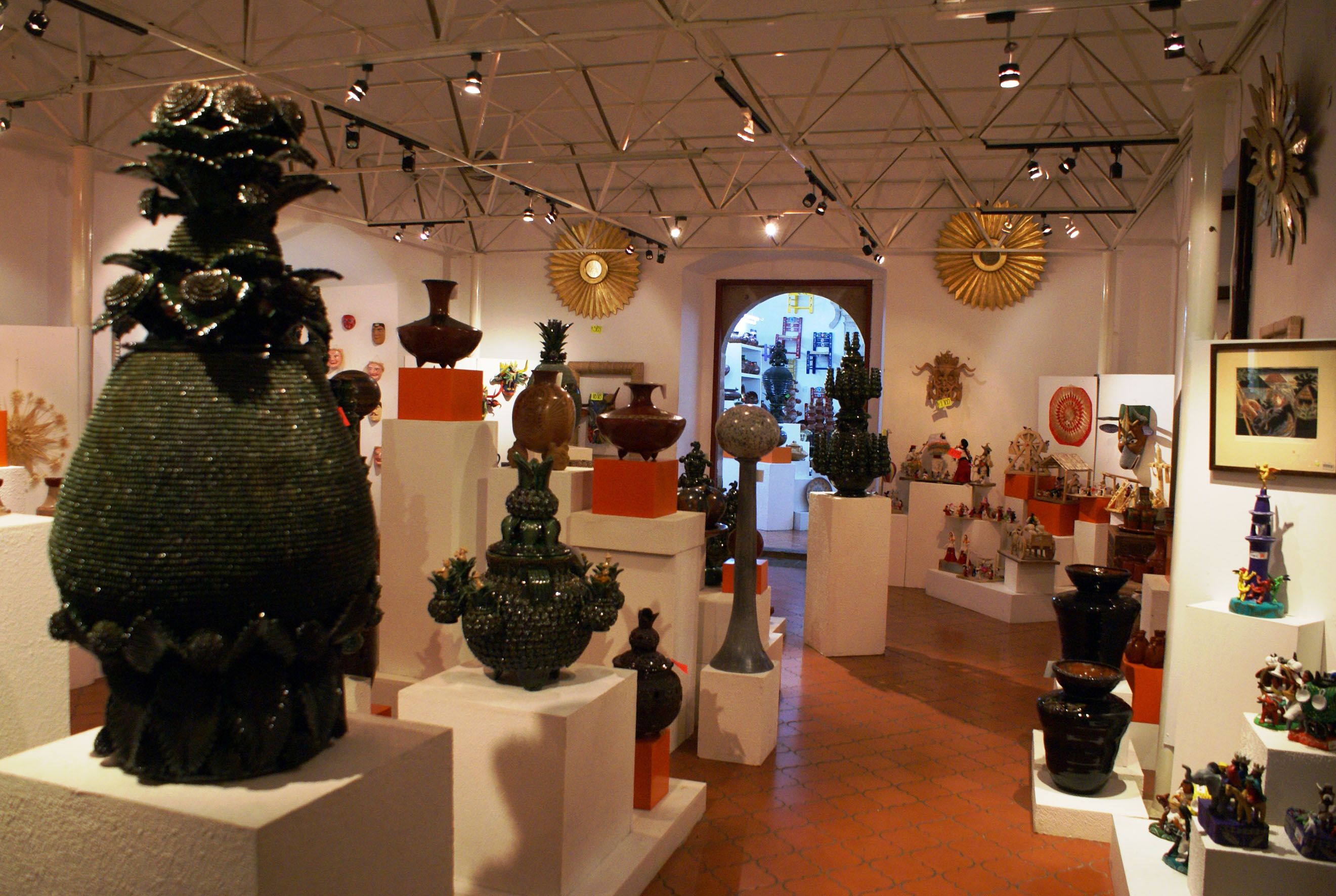
Vue de l'intérieur de la à Morelia.

L'artisanat et les arts populaires de l'état de Michoacán est une tradition régionale mexicaine centrée sur l'État de Michoacán, au centre-ouest du Mexique. Ses origines remontent à l'Empire Purépecha, puis aux efforts de Vasco de Quiroga pour organiser et promouvoir le commerce et l'artisanat dans ce qui est aujourd'hui le nord et le nord-est de l'État. L'État dispose d'une grande variété de plus de trente métiers, dont les plus importants sont le travail du bois, de la céramique et du textile. Certains sont plus particuliers à l'État, comme la création d'images religieuses à partir de pâte de tiges de maïs et d'un type de mosaïque faite de paille de blé teintée sur un carton ciré. Bien qu'il existe un soutien aux artisans sous forme de concours, de foires et de marques collectives pour certaines marchandises (afin de les protéger contre les imitations), l'artisanat du Michoacán n'a pas accès aux marchés, en particulier ceux destinés aux touristes.

## Histoire

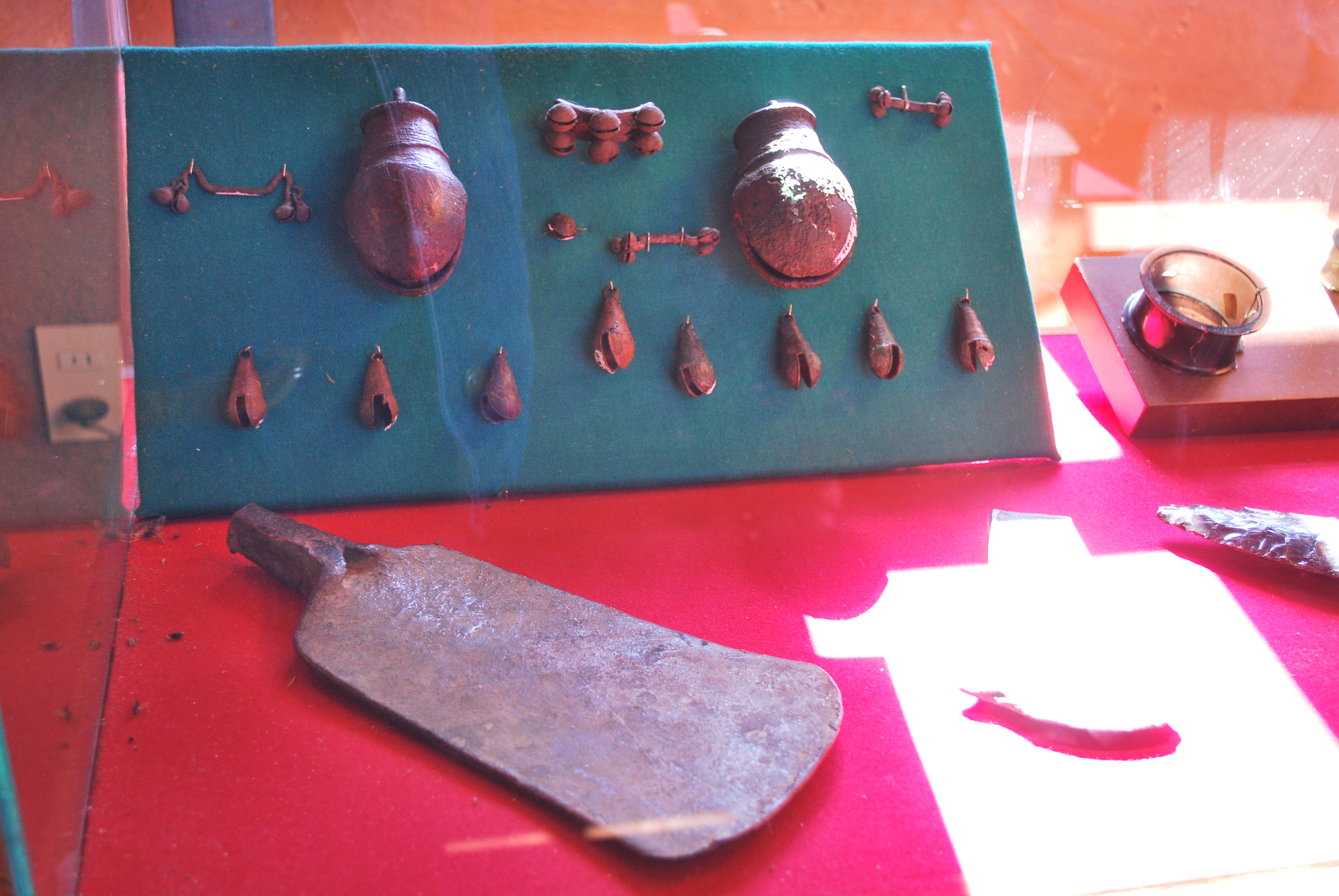
Des outils en cuivre et en bronze exposés au musée du site archéologique de Tzintzuntzan.

L'artisanat préhispanique, en particulier la céramique, est présent dans toutes les régions de l'État, mais les traditions artisanales les plus développées datent de l'Empire Purépecha, qui se concentrait sur le lac de Pátzcuaro et s'étendait vers l'est jusqu'à la frontière actuelle du Michoacán avec l'État de Mexico. Les centres de production préhispaniques comprenaient Cojumatlán de Régules, Zinapécuaro, Apatzingán, Tepalcatepec, Huetamo, Morelia et Cuitzeo ainsi que la côte et le long du río Balsas,.
Les artisans ayant le statut social le plus élevé étaient ceux qui travaillaient les métaux et les plumes, ainsi que ceux qui travaillaient les pierres semi-précieuses. La raison en était que ces artisans produisaient des biens utilisés par les classes dirigeantes ainsi que des offrandes aux dieux,. Michoacán était l'un des principaux centres de travail des métaux en Mésoamérique, maîtrisant le martelage, le revêtement métallique et le moulage des métaux à l'arrivée des Espagnols. La plupart du travail du métal était en or, mais les Purépechas avaient développé un peu de travail du cuivre. La plupart des produits étaient des ornements pour les classes dirigeantes, mais certains objets utilitaires tels que des aiguilles, des hameçons et des poinçons étaient fabriqués. Les produits de luxe à plumes fines étaient particulièrement appréciés par la société Purépecha. Les biens tels que les casquettes, les couvertures, les vêtements, les coiffes et les bâtons ornementaux ornés de plumes n'étaient utilisés que par les prêtres et les souverains comme symboles de pouvoir et de dignité. Les artisans qui fabriquaient ces objets avaient leur propre désignation, « izquarecucha ». Le travail de la pierre des Purépechas comprend le travail de la turquoise et d'autres pierres semi-précieuses ainsi que l'obsidienne. La plupart étaient utilisés dans les ornements et les offrandes, mais l'obsidienne était aussi utilisée pour les outils agricoles de grande valeur économique, les armes et les couteaux sacrificiels. Les tombes des tailleurs de pierre peuvent être identifiées par leurs marchandises, y compris leurs outils et leurs matières premières,.
Deux autres artisanats préhispaniques très importants sont le textile et la céramique, dont les artisans pouvaient également être à plein temps et jouir d'un statut assez élevé. Les tisserands purépechas travaillaient avec du coton blanc et brun, ainsi qu'une fibre plus rugueuse de la plante maguey appelée istle. Selon la Relation de Michoacán, un document du début de la période coloniale qui décrit la vie des Purépechas avant la Conquête, le travail textile était du ressort des femmes, avec des compétences transmises de génération en génération. Le tissu le plus riche avait des plumes ou de la fourrure de lapin tissée dans le coton, et le tissu blanc pur était un produit facile à échanger, utilisé comme une forme de monnaie. Les colorants provenaient de sources naturelles comme les insectes et les plantes, et les couleurs communes comprenaient le bleu, le noir et le rouge. Les produits textiles finis comprenaient les chemises, les casquettes, les robes, les fils pour attacher les coiffures et les doublets portés par les guerriers,.
Les céramiques de la région se distinguent par leur technique, leur taille, leur forme et leur décoration. La poterie purépecha se caractérise par sa polychromie, en décoration négative utilisant principalement le noir, le rouge et le blanc. Les meilleurs exemples de ce travail proviennent de la région du lac de Pátzcuaro. La qualité et la variété de la vaisselle suggèrent qu'il y avait une classe de potiers à temps plein. Les artefacts comprennent des bols, des pots et plus encore, y compris des versions miniatures de ces objets, ainsi que des sifflets, des flûtes et des figurines. D'autres zones céramiques préhispaniques importantes sont Zamora, Cojumatlán, Zinapécuaro, Apatzingán, Tecalpatepec, le long du fleuve Balsas, Huetamo, Morelia et Cuitzeo.

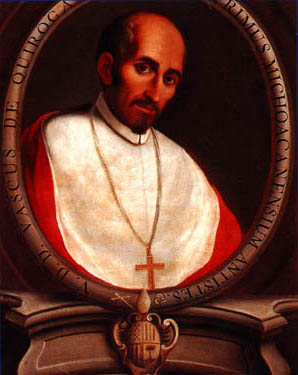
Vasco de Quiroga

Après la conquête espagnole, de nouvelles techniques et de nouveaux produits ont été présentés aux artisans indigènes. Cependant, ce sont les efforts de Vasco de Quiroga, le premier évêque de Michoacán, qui sont responsables de la plupart des pratiques artisanales modernes de l'État,.
Lorsque Quiroga est arrivé dans la région, la situation politique et économique était chaotique. Ses priorités étaient de relancer l'économie et l'évangélisation. Il a fondé une grande partie de cet effort sur la longue tradition artistique de l'ancien empire, après avoir étudié les besoins et les traditions du peuple et les ressources naturelles de la région. Il s'est efforcé d'améliorer les techniques de celles qui existaient déjà, comme la poterie et le tissage, et en a introduit de nouvelles. Quiroga a confié certains travaux artisanaux à certaines villes comme la fabrication d'articles en coton à Ahuirán, en laine et en bois à Aranza, la poterie à Capula, la fabrication de coffres en bois à Cocupao (aujourd'hui Quiroga), la fabrication de petates à Coro, de chapeaux en palmes à Erongarícuaro, de filets de pêche à Janitzio, la sellerie à Ocumicho, des instruments de musique au Paracho, des objets laqués à Pátzcuaro et de vêtements de coton à Zitácuaro. L'objectif était de tirer parti des ressources de chaque localité et d'encourager le commerce. Quiroga concentra ses efforts dans ce qui était l'Empire Purépecha, centré sur le lac de Pátzcuaro et s'étendant vers l'est jusqu'à ce qui est maintenant la frontière de l'état avec l'État de Mexico, où la plupart des produits artisanaux du Michoacán sont encore fabriqués. Son travail n'a pas toujours été approuvé par ses supérieurs clercs, souvent en contradiction avec leurs intérêts. Cependant, il est devenu bien considéré par les indigènes de la région et est encore aujourd'hui appelé Tata (oncle) Vasco,.
Depuis lors, les techniques et les produits n'ont pas beaucoup changé, bien qu'on ait introduit des méthodes plus modernes comme l'utilisation de fours à feu élevé et des techniques plus modernes pour la fabrication des violons.
Vasco de Quiroga n'était pas le seul étranger à influencer les communautés artisanales du Michoacán. James Metcalf a donné une nouvelle vigueur à Santa Clara del Cobre, Steven et Maureen Rosenthal ont créé une nouvelle industrie de meubles laqués à Erongaricuaro, et Mario Lopez a développé des lignes de meubles et autres objets de décoration en chuspata à Ihuatzio.

## Situation

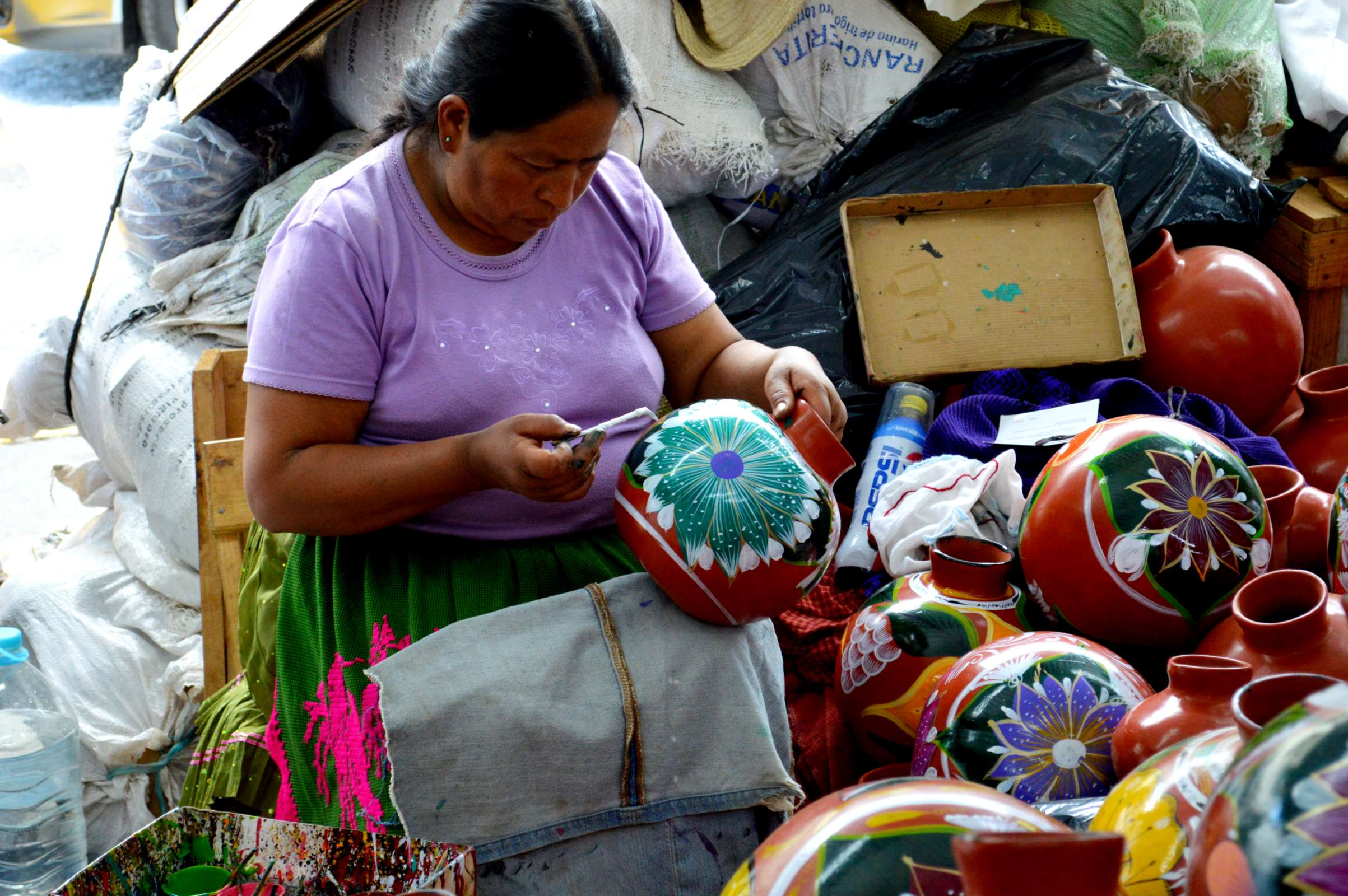
Femme peignant un pot au marché artisanal du dimanche des Rameaux à Uruapan.

Michoacán est l'un des principaux producteurs mexicains d'artisanat, avec plus de trente types, dont la poterie, le métal, le textile, la laque et le travail du bois,. L'État dispose de ressources naturelles abondantes ainsi que de traditions culturelles et artistiques, une tendance à la conservation des traditions. Aujourd'hui, la plupart des métiers préhispaniques survivent encore bien que beaucoup aient été modifiés par l'introduction de méthodes et d'outils plus modernes, de la période coloniale et après.
Il y a cinq grandes zones de production artisanale : Morelia, Pátzcuaro, Uruapan, Zamora et Lázaro Cárdenas. Un certain nombre de communautés sont reconnues pour leur travail. Patamban est l'une des communautés artisanales les plus connues de l'État, recommandée par le magazine México Desconocido (Mexique inconnu) comme l'une des six communautés à visiter au Mexique pour leur artisanat. Elle est spécialisée dans les céramiques de différents types tels que les céramiques naturelles (certaines décorées de fines lignes peintes), émaillées et bruñido (polies). L'artisan le plus célèbre de la ville est Neftalí Ayungua Suárez, aussi connu sous le nom de Tata Talli.

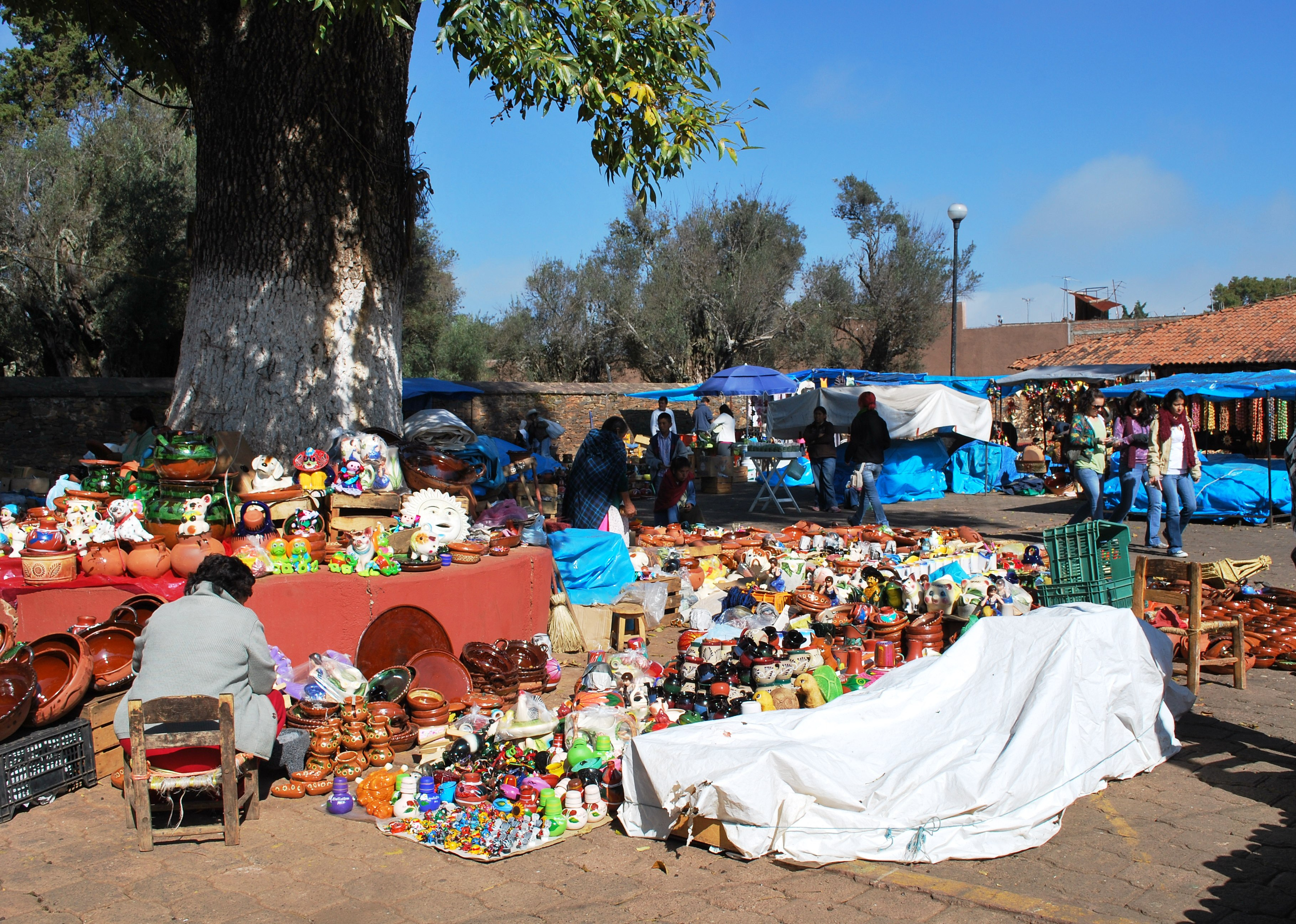
Vendeurs d'artisanat à Tzintzuntzan.

La plupart des villes autour du lac de Pátzcuaro ont des spécialités artisanales. La ville de Pátzcuaro proprement dite est connue pour un certain nombre de céramiques et de meubles de qualité, mais c'est aussi un centre économique régional avec de nombreux marchés de vente d'artisanat de la région,. C'est aussi le siège du Musée des Arts et Industries Populaires (Museo de Artes e Industrias Populares), situé juste au sud de la Basilique. Le bâtiment a été construit à l'origine par Vasco de Quiroga comme le Collège de San Nicolás au XVIe siècle pour préparer les jeunes hommes au sacerdoce et pour enseigner aux jeunes Indiens à lire et écrire. Il contient l'une des plus grandes collections d'objets laqués, de modèles et d'autres objets d'artisanat.
L'une des communautés artisanales les plus connues du lac de Pátzcuaro est Santa Clara del Cobre, où 82% de la population est employée dans la fabrication d'objets en cuivre martelé à la main. Il y a 250 ateliers enregistrés dans et autour de la ville, qui traitent environ 450 tonnes de cuivre chaque année, générant un revenu d'environ cinquante millions de pesos. De nombreux objets en cuivre sont de nature utilitaire - ustensiles de cuisine, divers types de récipients, casseroles, poêles, assiettes, assiettes, verres à shot, horloges, bijoux, vases, lits, tables, chaises, interrupteurs, comptoirs, éviers, même baignoires, et beaucoup plus, le tout en cuivre. Toutefois, depuis les années 1970, des bijoux en cuivre, et de nombreux autres articles non essentiels ont également été faits ici. Les ateliers sont des entreprises familiales où les enfants apprennent le métier auprès de leurs parents. Il y a aussi un atelier-école coopératif pour enseigner la forge de cuivre, appelé Vasco de Quiroga.

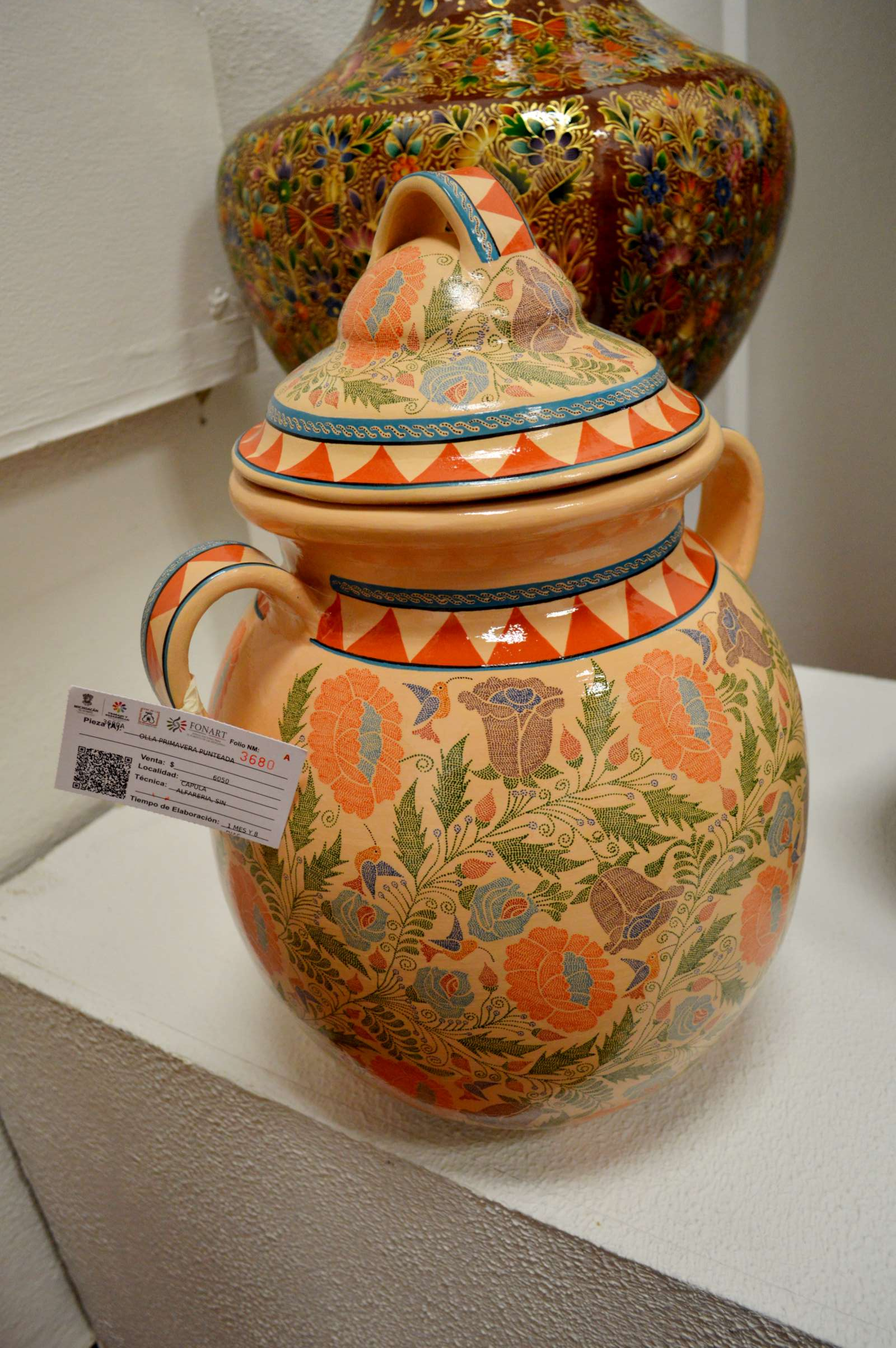
Pièce de poterie de Capula.

La ville de Capula est une ville coloniale tranquille située entre le lac de Pátzcuaro et la ville de Morelia. Le plus traditionnel est la vaisselle de cuisine comme les pots et les assiettes, qui sont décorés en petits points peints dans un style connu ici comme puntillaje, souvent pour former des fleurs. Cette technique remonte aux pots d'argile de l'époque préhispanique. Depuis les années 1980, elle est également connue pour la réalisation d'images en céramique de La Catrina, une figure initialement créée par le graphiste José Guadalupe Posada. Cela a commencé dans l'atelier de Juan Torres, qui a pris la figure squelettique et a fait ses propres variations sur le thème. Depuis lors, la plupart des artisans de la ville se sont tournés vers la fabrication de ces personnages, certains dans des vêtements plus modernes et même des versions masculines appelées Catrinos. Capula attire des touristes qui viennent voir les démonstrations de fabrication de la marchandise, . Cette petite ville est la seule de l'état qui possède des certifications d'origine gouvernementales pour trois de ses produits, la poterie punteada, les Catrinas et une poterie plus simple appelée loza tradicional,.
Dans la partie orientale de l'État, près de la frontière avec l'État de Mexico, se trouve la ville de Tlalpujahua. Cette communauté est connue pour les décorations de Noël qui sont soufflées à partir de verre puis peintes à la main. Cet artisanat a commencé après le retour de Joaquin Muñoz Orta des États-Unis, où il s'est familiarisé avec la tradition de l'utilisation de boules de verre pour décorer les arbres. Ils ont commencé à les créer à Mexico, mais sont retournés dans sa ville natale pour continuer en 1964, où son entreprise s'est développée pour fabriquer des millions de boules chaque année, exportant la majorité. Aujourd'hui, la fabrication d'ornements reste le principal générateur d'emplois dans cette région.
Cependant, cette tradition artisanale variée est confrontée à des défis. Comme dans d'autres régions du Mexique, les produits artisanaux doivent concurrencer des produits moins chers, fabriqués commercialement et des imitations moins chères. L'un des problèmes que rencontrent de nombreux artisans, en particulier ceux qui vendent des articles plus chers comme des meubles, est l'impossibilité d'obtenir des marges de crédit. Les artisans michoacains n'ont pas accès aux marchés pour vendre et aux avenues pour promouvoir leurs produits. L'un des principaux marchés auxquels ces artisans n'ont pas accès est l'industrie du tourisme, précieux pour d'autres États du Mexique comme Oaxaca,. L'une des raisons importantes du manque de tourisme est le souci de sécurité. En 2012, 11 640 artisans travaillaient dans l'État, mais la plupart ont un revenu inférieur au seuil de pauvreté.
Il y a eu des efforts de la part des autorités fédérales et de l'État ainsi que d'autres pour aider à préserver et promouvoir les produits de l'artisan du Michoacán. Le gouvernement fédéral a autorisé treize « marques collectives » pour certains types de produits artisanaux fabriqués dans certaines régions.Il s'agit notamment des figures du diable d'Ocumicho, des ananas en céramique de San José de Gracia, des pots en céramique de Zipiajo, des rebozos d'Aranza, du travail de la pierre de Morelia, de la cuisine traditionnelle de Capula et des Catrinas de Capula, les huanengos (huipils) et les pots en céramique de Terecuato, le travail du cuivre de Santa Clara del Cobre, les guitares de Paracho, la broderie de Terecuato, les pièces de l'état faites en pâte de caña de maiz et bois laqué. Les marques déposées couvrent le travail effectué par environ 2 000 artisans dans l'État, qui emploient environ5 000 autres personnes. Le but des marques de commerce est de se protéger contre les imitations et d'aider à promouvoir les produits à l'extérieur du Mexique. Le Michoacán se classe au premier rang dans le pays pour l'utilisation des marques collectives pour l'artisanat.
En 2014, la Commission nationale pour le développement des peuples indigènes (Comisión Nacional para el Desarrollo de los Pueblos Indígenas) a tenu son Expo Artesanía y Turismo Indígena (exposition artisanat et tourisme indigène) annuelle à Morelia, la moitié des expositions étant consacrée à l'artisanat des peuples autochtones de l'État,.
En 2014, l'université nationale autonome du Mexique (UNAM) et le Colegio de Michoacán ont parrainé la première manifestation visant à promouvoir la coopération entre universitaires et artisans de l'État pour préserver les traditions. L'événement s'appelle Sueños (rêves).
Le principal promoteur de l'artisanat michoacán est la Casa de las Artesanias de Michoacán (es) (Casart), gérée par l'État, qui a ouvert un musée consacré aux marchandises de l'État, le Museo Michoacano de las Artesanias, dans le centre historique de Morelia. Le musée est situé dans l'ancien monastère de San Francisco juste à côté de la Plaza Valladolid et possède une collection permanente de plus de 1 100 pièces.

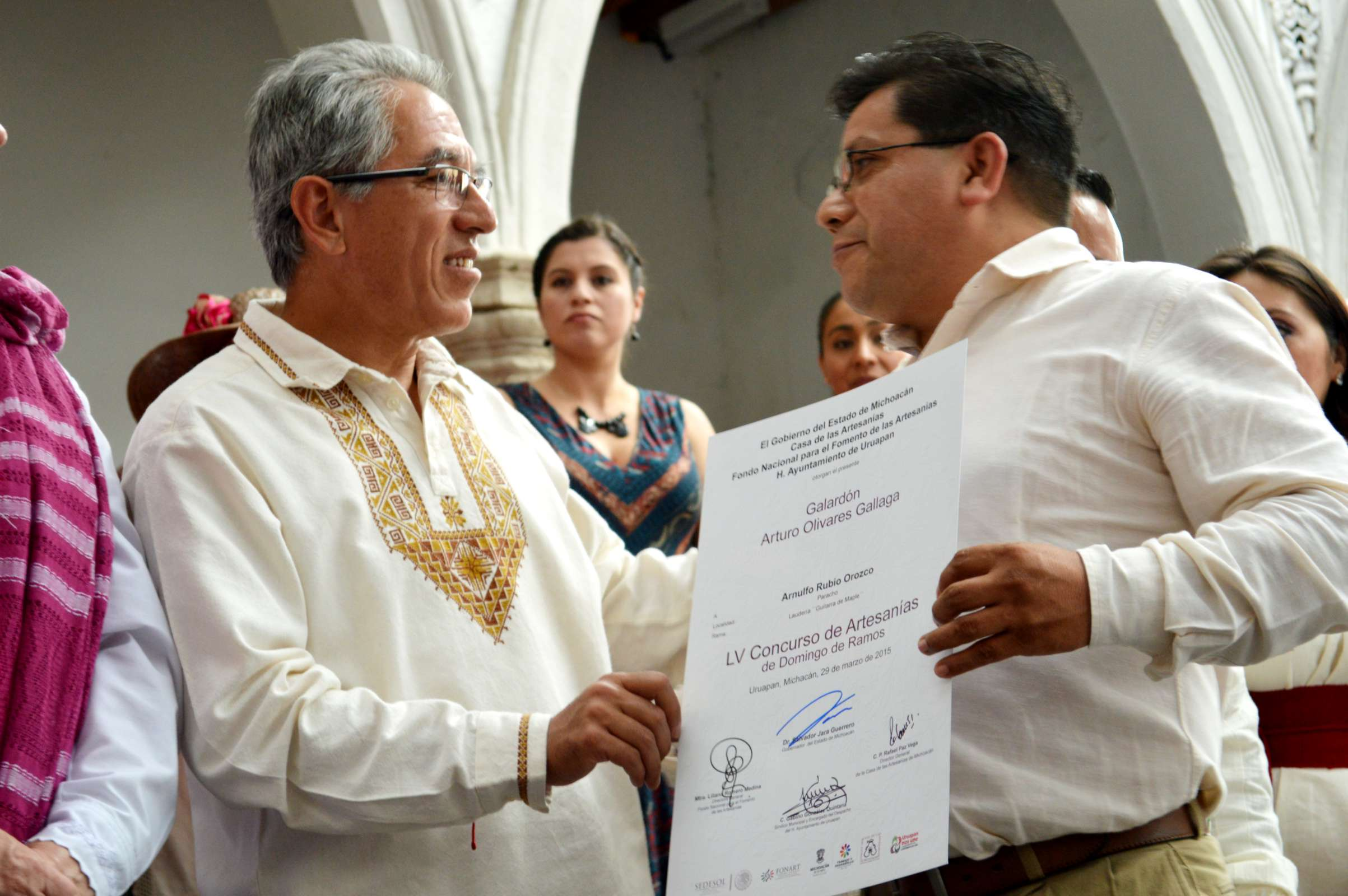
Le gouverneur du Michoacán félicite l'artisan Arnulfo Rubio Orozco qui a remporté un prix au 55e concours annuel d'artisanat d'État du Marché artisanal du dimanche des Rameaux à Uruapan.

Il existe également des foires et des concours au niveau local et national dans le but de reconnaître et de promouvoir le travail des artisans de l'État. Le marché artisanal du dimanche des Rameaux à Uruapan est la plus grande foire artisanale du Michoacán et l'une des plus importantes d'Amérique latine. Il met en vedette divers métiers d'art de tout l'État,. D'autres événements comprennent le Festival de l'artisanat à Charapan, le concours artisanal de Patamban, la fête de Noël à Morelia, le concours artisanal de textiles à Algodón, LE Prix d'État Eréndira pour les arts, qui récompense la fabrication d'instruments de musique, la foire de la chaise, le Huinumo y la Costura à Opopeo, la foire internationale de la guitare à Paracho, la foire nationale du cuivre et le concours national de cuivre martelé à Santa Clara del Cobre et la foire nationale du meuble rustique et du textile brodé Tingambato. Pátzcuaro est connue pour son concours artisanal et sa foire artisanale pendant la fête du Jour des Morts. De nombreux villages connus pour leur artisanat ont aussi des concours pendant les fêtes patronales annuelles.

## Types d'artisanat

### Poterie

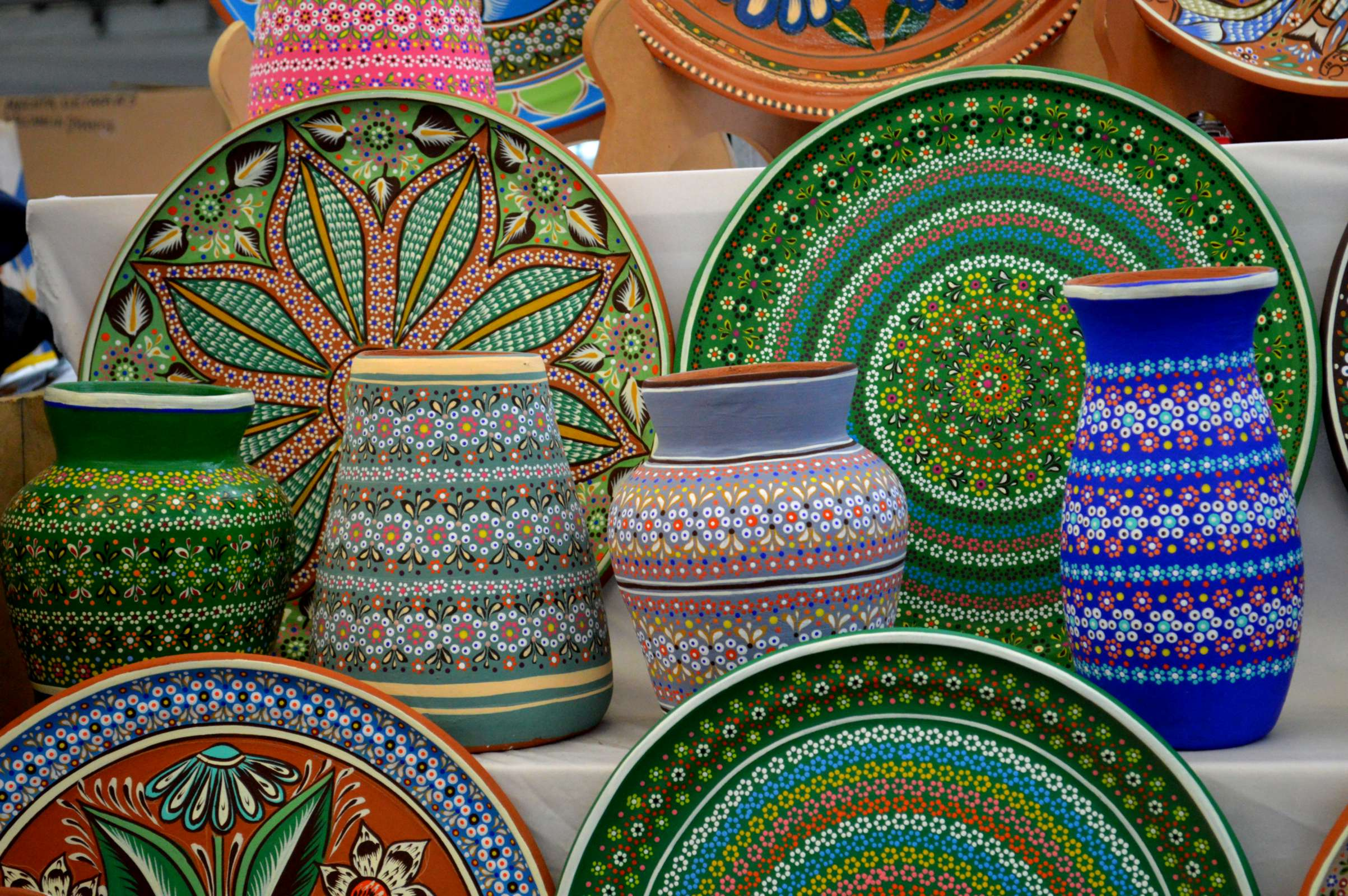
Céramique colorée aux motifs complexes peints à la main.

Le Michoacán compte de nombreuses communautés de poteries, chaque région de l'État ayant son propre style ainsi qu'un certain nombre de villes,,. Les centres de poterie les plus connus sont Capula, Patamban, Cucuchuchucho, Santa Fe de la Laguna, Ocumicho, Uruapan, Tzintzuntzan et Pátzcuaro. Certains potiers sont des artisans à plein temps, mais la plupart travaillent aussi comme agriculteurs ou dans d'autres professions. En général, toute la famille travaille à l'artisanat, en particulier la préparation de l'argile avant le moulage. La poterie moderne est fabriquée en céramique polie, multicolore, à haute résistance au feu, vernissée et lisse, en utilisant un mélange de techniques européennes et indigènes,.
Les techniques indigènes de poterie qui survivent comprennent le barro bruñido ou poterie brunie, qui n'est pas émaillée mais plutôt polie avec un objet dur, comme une pierre, avant cuisson. L'objet le plus commun fabriqué avec cette technique est la cruche à eau, et les communautés les plus connues pour ce travail sont Tzintzuntzan, Pataban, Zinapécuaro, Cocucho, Huáncito et Ichán. Une poterie plus simple est fabriquée dans les communautés Nahua sur la côte du Michoacán dans des communautés telles que Zipiajo, elle est appelée barro alisado. Cette technique est utilisée principalement pour faire des pots et des comals,.

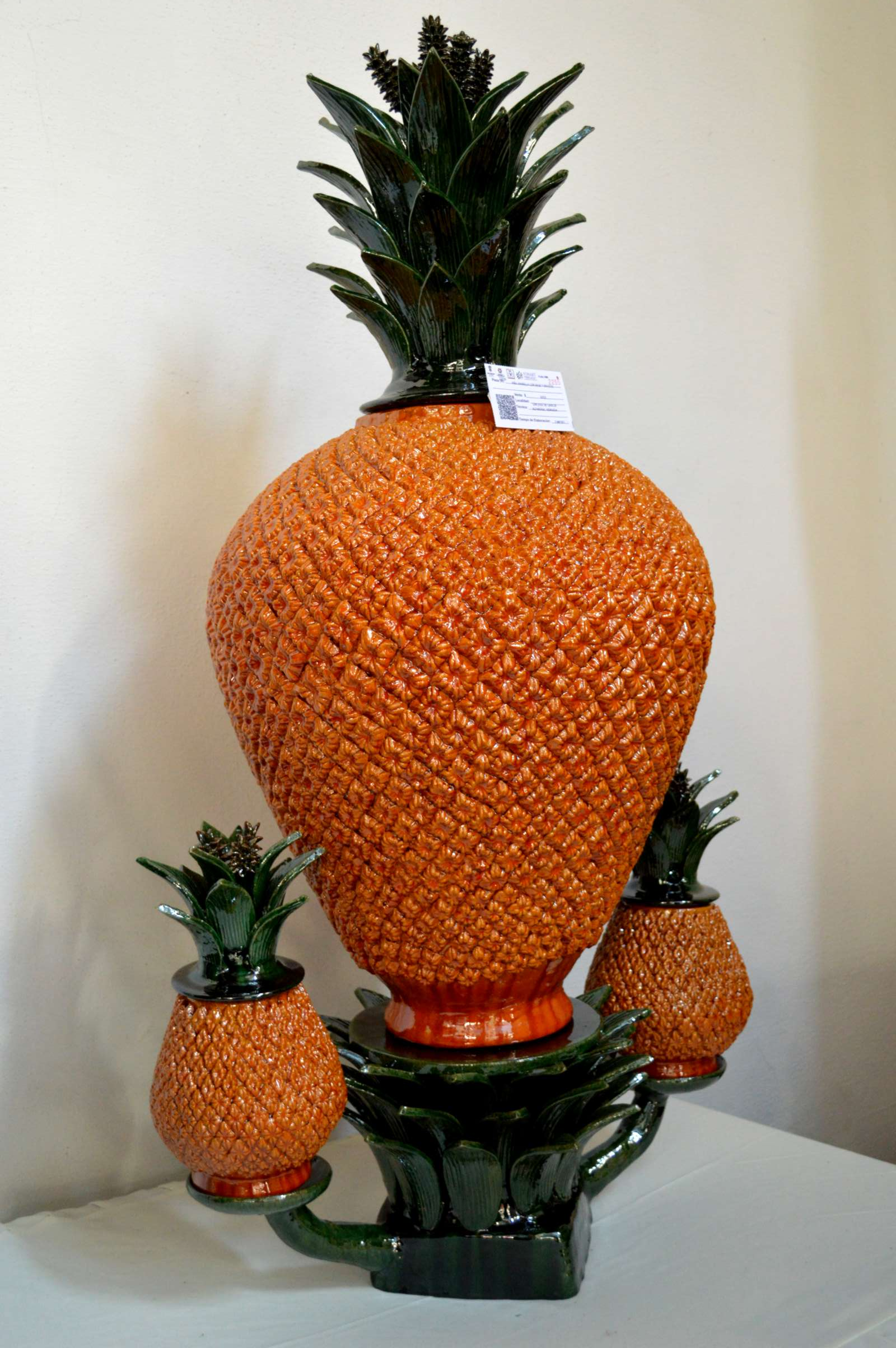
Pièce de poterie « Ananas » de San José de Gracia.

La poterie polychrome est fabriquée soit en utilisant de l'argile de différentes couleurs, soit en utilisant de la peinture. L'objet le plus commun fait avec diverses couleurs sont des figurines de la Bible et de la vie quotidienne et des décorations de Noël, en particulier dans Ocumicho. Un autre personnage unique de cette ville est un diable enjoué, apparaissant dans des scènes comme la dernière Cène ou se mettant entre deux amants. Ce dernier chiffre a une marque collective,,.
L'émaillage de la poterie a été introduit à l'époque coloniale et depuis lors, plusieurs villes ont développé leur propre style. Les pièces émaillées traditionnelles les plus connues sont la poterie verte émaillée de Patamban et celle de Capula, qui est décorée de nombreux petits points de peinture. Tzintzuntzan est connue pour ses pots et ses cazuelas, Santa Fe de la Laguna pour ses brûleurs d'encens noir et ses bougeoirs décorés de petits morceaux d'argile ainsi que Zinapécuaro, Santo Tomás et Huáncito, pour les produits émaillés,.
Les céramiques à haut feu sont une introduction plus récente à l'État et sont principalement fabriquées à Patamban, Tzintzuntzan et Morelia,. Il existe également des ateliers de ce type dans d'autres villes, comme celui de Gustavo Bernal Varela à Tlalpujahua.

### Metaux

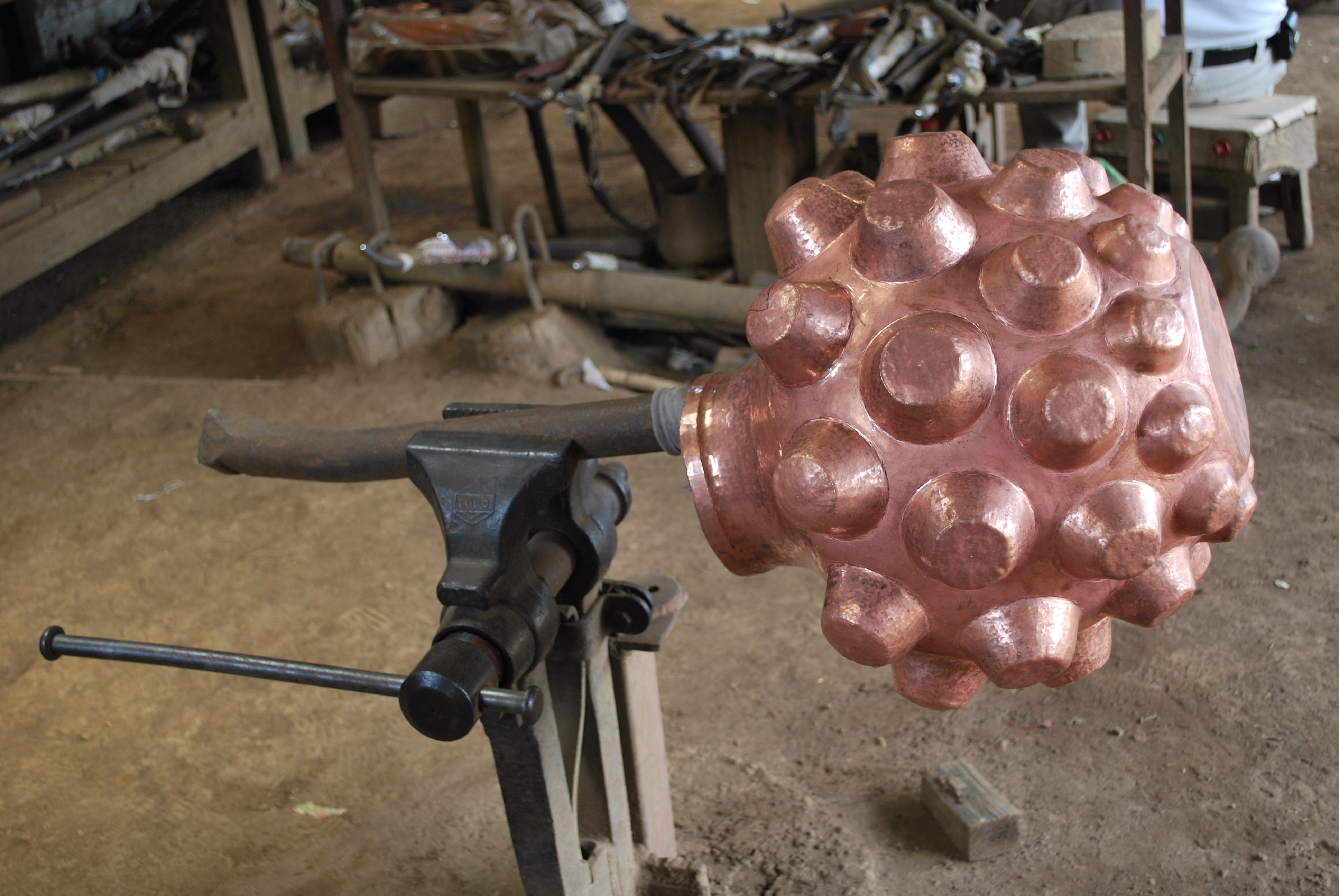
Pièce de cuivre en cours dans l'atelier d'Abdon Punzó à Santa Clara del Cobre.

La métallurgie comprend la joaillerie, la forge et le cuivre martelé.
Les bijoux et autres articles en or et en argent sont fabriqués à Morelia, Uruapan, Zitácuaro, San Lucas, Huetamo et Pátzcuaro. Un type distinct de travail de l'argent est le travail en filigrane utilisé pour produire des boucles d'oreilles chez les Mazahuas (en) qui vivent dans la partie orientale de l'État, dans des municipalités comme Zitácuaro et Huetamo,. Cette boucle d'oreille s'est développée pendant la période coloniale. À l'origine, elle était utilisée comme une sorte de bague de fiançailles, le futur marié gagnant plusieurs pièces d'argent qu'il avait fabriquées pour les boucles d'oreilles. La tradition s'est estompée au XXe siècle, mais des efforts ont été faits pour ramener cet orfèvrerie.
D'autres travaux en métaux fins comprennent des boucles d'oreilles plates en demi-lune et des pendentifs fabriqués à Cherán, des boucles d'oreilles et des colliers appelés « caricas » en or à Uruapan. À Pátzcuaro, l'argent est sculpté en orbes et combiné avec des gouttes creuses, du corail et des médaillons ainsi que des fils d'argent fin avec de minuscules poissons,. À Tlalpujahua on travaille l'argent, le laiton et le fer.
La métallerie moderne la plus célèbre de l'État est le cuivre martelé de Santa Clara del Cobre, fondé en 1530 comme fonderie pour les moniales de l'ordre de Sainte Claire. La fonderie a disparu mais le travail du métal se poursuit, avec la fabrication de cuves en cuivre, poches, plateaux, éviers, vasques, bassins, fûts, vases, pots, assiettes, bocaux, bijoux et plus encore. Presque tout le cuivre utilisé provient de matériaux recyclés. Tous sont fabriqués à la main, à l'aide d'outils manuels tels que maillets, marteaux, marteaux, enclumes et burins, qui travaillent le métal chauffé dans des fours à bois. Chaque année, les artisans exposent leur travail à la foire nationale du cuivre,.

### Bois

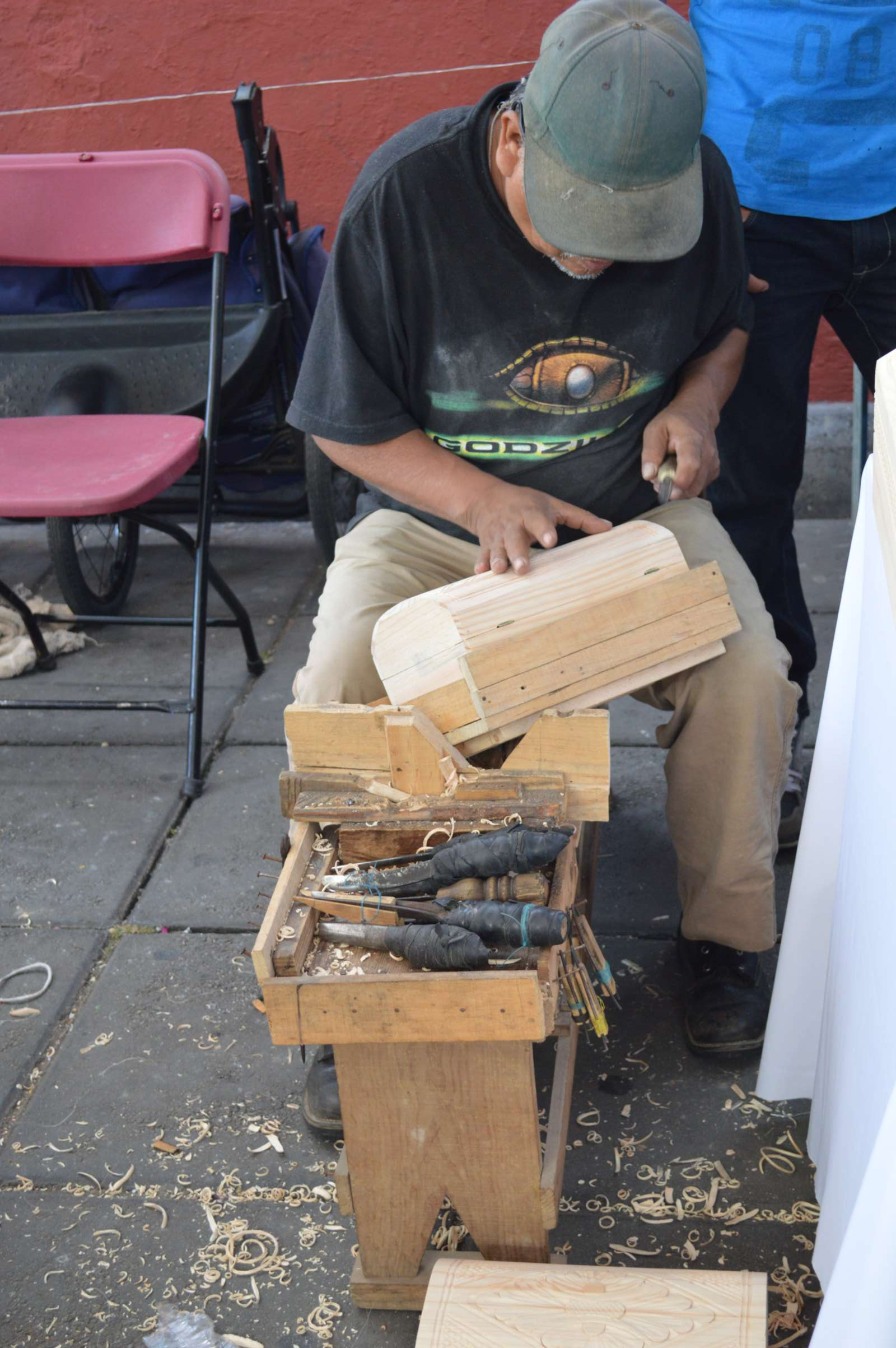
Coffret artisanal de sculpture sur bois au Marché artisanal du dimanche des Rameaux d'Uruapan.

Les forêts tempérées et tropicales de l'État fournissent les principales ressources économiques de l'État, principalement gérées par des groupes indigènes et métis qui fournissent à la fois du matériel et du combustible,. Le bois est très varié et comprend le sapin, le palo escrito, le palissandre, le pin, le cirimo, l'acajou, le cèdre blanc, le tepamo, le tecote, le noyer, le granadillo et le galeana (en). Le bois utilisé par les ateliers dans de nombreuses petites communautés constitue l'une des principales sources d'emploi dans l'État,,. Le bois est sculpté en figurines, jouets, ustensiles de cuisine, décorations et masques, ainsi que transformé en bois d'œuvre pour meubles et en pièces plus fines pour la fabrication d'instruments de musique. Des artisans individuels créent chaque pièce, depuis la sélection du bois jusqu'au polissage du produit final. On trouve ces produits sur les marchés et dans les magasins, en particulier dans les zones à forte population autochtone. Pátzcuaro et Uruapan sont particulièrement connus pour le travail du bois,
.

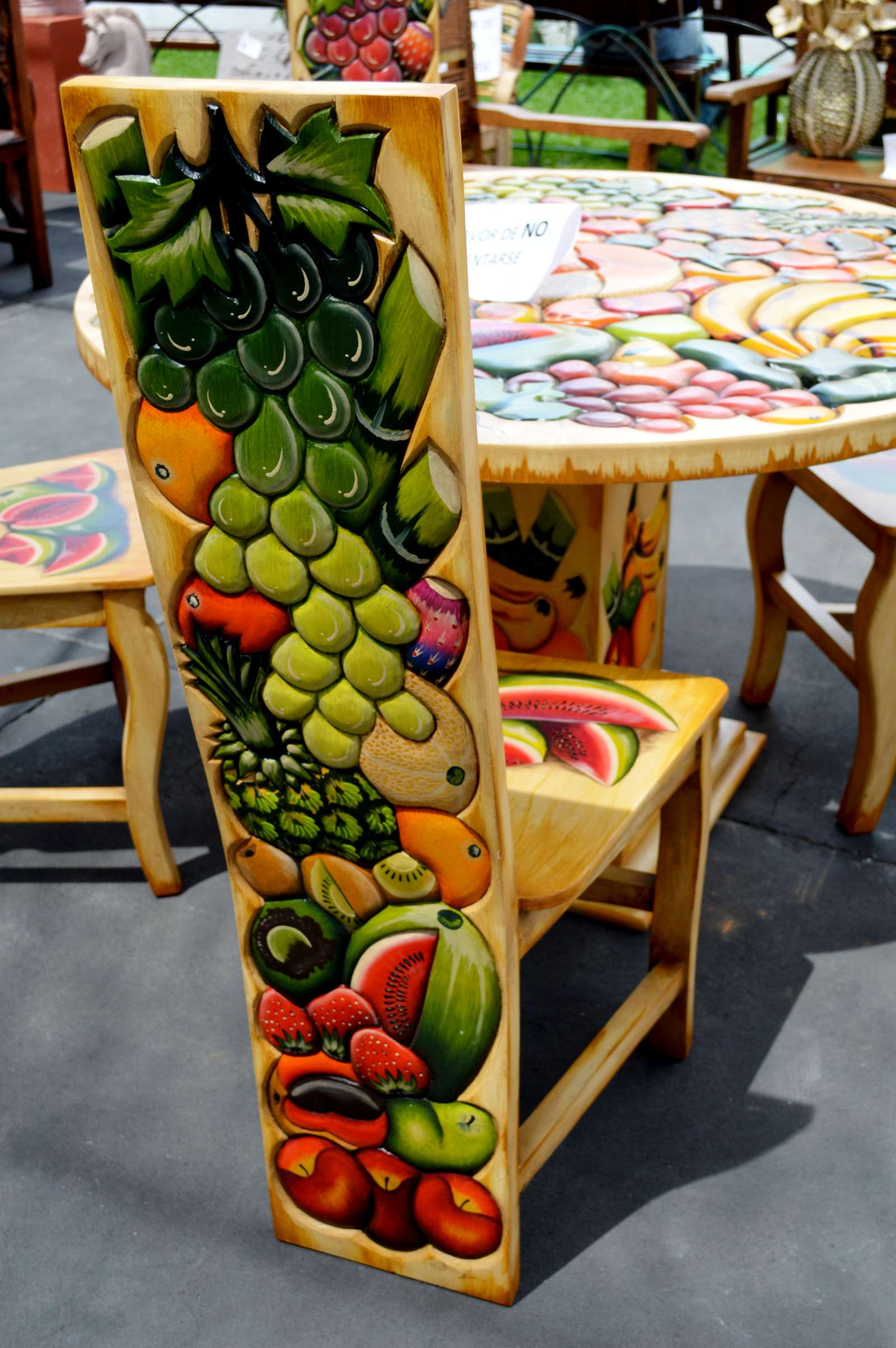
Chaise de salle à manger sculptée et peinte de Cuanajo.

Les meubles faits à la main vont du rustique mexicain traditionnel au rustique mexicain, en passant par les meubles de style européen. Les centres de fabrication de meubles sont Capacuaro et Comachuén, qui fabriquent des chaises, des ensembles de salle à manger et des lits, et Arantepacua et Turícuaro, qui font des commodes et des bancs. Pátzcuaro fabrique des meubles haut de gamme de style colonial et antique. Erongarícuaro fabrique des malles et des ensembles de salle à manger et Tócuaro est connu pour ses meubles en noyer mexicain (parota),,. Cuanajo fabrique des meubles en pin blanc tels que des armoires, des chevets, des malles, des porte-cuillères et des têtes de lit.
Différentes essences de bois sont utilisées pour la fabrication d'instruments de musique tels que guitares, violons, altos, violoncelles, contrebasses et grandes guitares, notamment à Paracho, Ahuiran, Aranza, Cheranástico et Nurío, qui accueille la Feria de la Guitarera. Un artisan individuel accomplit l'ensemble de la tâche du début à la fin,,.
Bon nombre des activités de sculpture sur bois sont liées à la fabrication d'objets à des fins religieuses. Il s'agit notamment d'images et de masques, qui sont utilisés pour les processions et les danses. L'utilisation des masques remonte à l'époque préhispanique et est aujourd'hui utilisée pour des danses telles que Moros y Cristianos (les Maures et les Chrétiens), les Diables, les Petits Noirs, Los Viejitos, Los Rancherso, les Hermites, les Maringuias (hommes en costume féminin) et les Cúrpites (qui signifie "manger ensemble"). Les articles utilitaires comprennent des cuillères, des plateaux et des bols peu profonds, dont certains sont décorés avec soin,,.

### Textiles

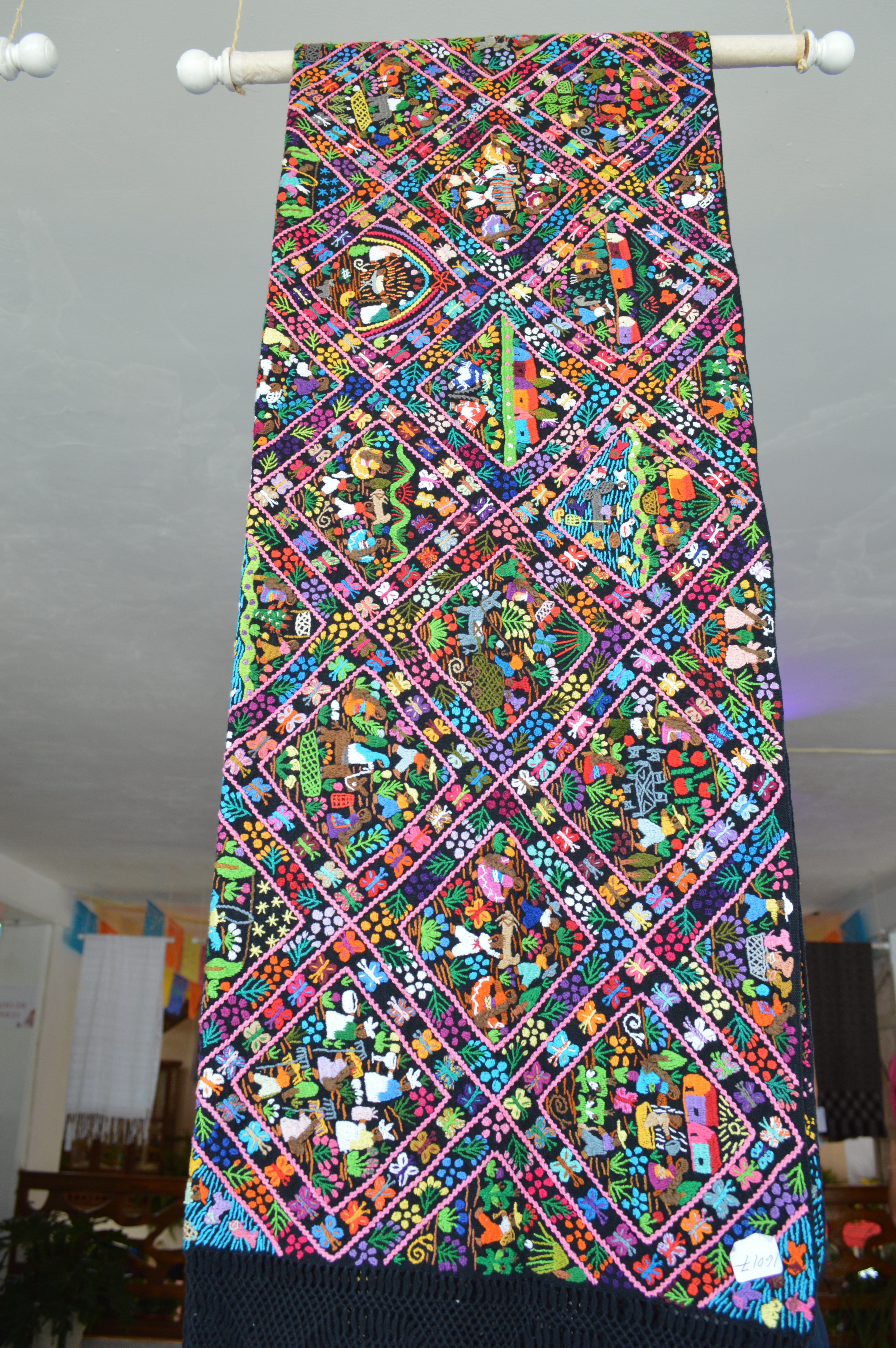
Rebozo lourdement brodé par Maria Cristina Barriga de Tzintzuntzan à la Feria de Rebozo à Tenancingo.

La production textile dans le Michoacán comprend la broderie, le tissage sur métier à courroie dorsale et à pédale, et le crochet.
Le tissage remonte à l'époque préhispanique, lorsque le coton, l'istle et même les plumes et le lapin étaient utilisés pour créer des tissus et autres textiles. Tout le tissage se faisait sur des métiers à tisser à l'arrière, et le tissu relativement étroit était cousu lorsque des pièces plus larges étaient nécessaires pour des articles tels que les huipils et les couvertures. Les Espagnols ont apporté des moutons et de la laine a été ajouté à côté des fibres indigènes. Ils ont également introduit le métier à pédales encadré, qui permet de créer des pièces plus larges, plus épaisses et plus longues. L'arrivée des Espagnols a également introduit de nouveaux modèles, tels que les chevaux apparaissant dans les tissages. Le travail textile est encore transmis de génération en génération dans les communautés indigènes de l'État et constitue une source importante de revenus pour ces familles.

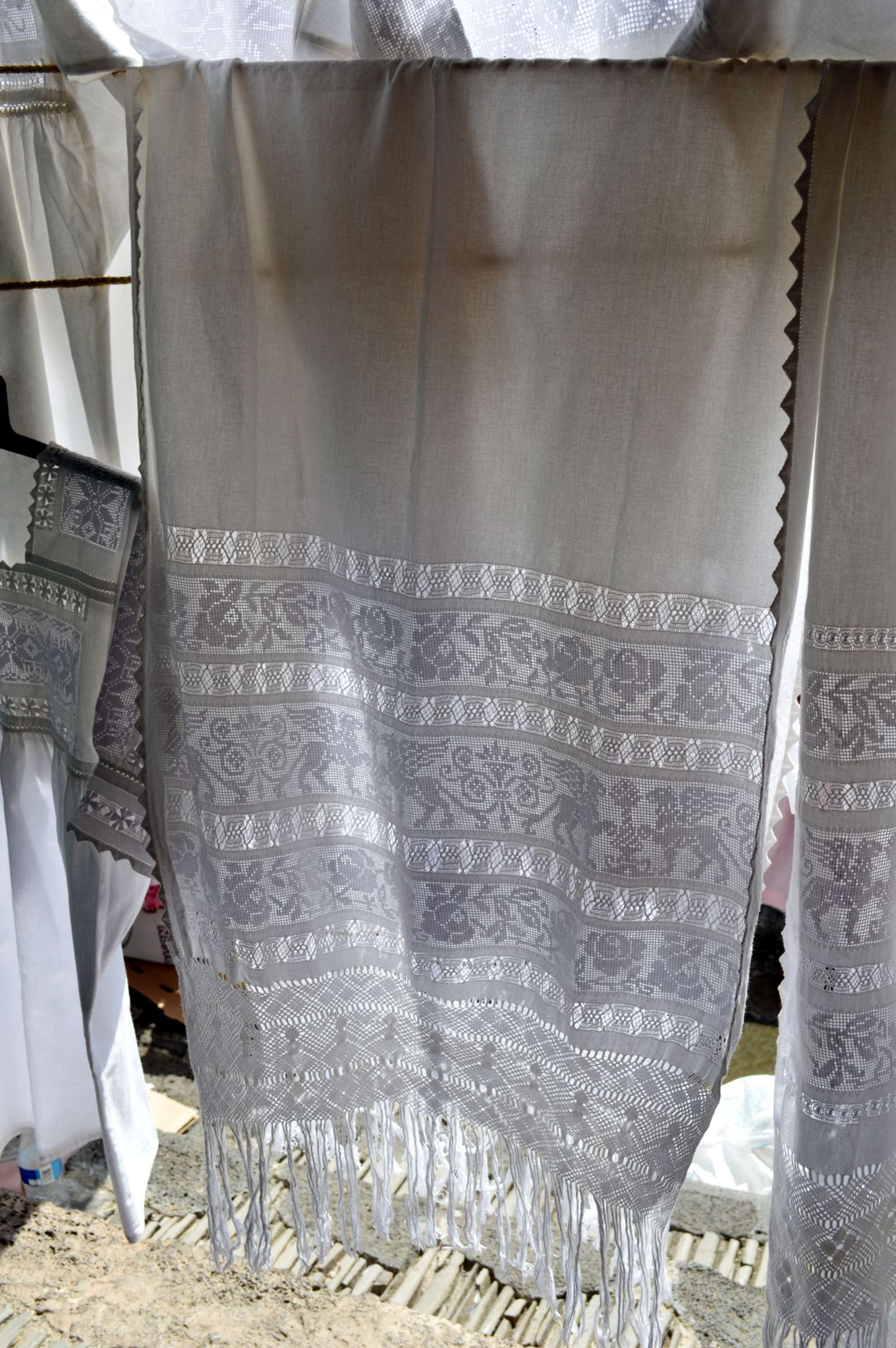
Rebozo fin avec broderie et technique « deshilado », où les fils sont enlevés et le reste lié en motifs.

Dans le Michoacán, les femmes tissent sur des métiers à tisser les sangles dorsales comme elles le faisaient à l'époque préhispanique, la plupart des métiers à tisser à pédales étant réalisés par des hommes. Les moutons sont généralement tondus deux fois par an, au printemps et à l'automne, et la laine obtenue à chaque saison nécessite des manipulations différentes en raison des types d'impuretés trouvées. La plupart de la laine est blanche, mais on trouve aussi de la laine brune et noire. Les produits textiles en laine comprennent les sarapes, les ceintures, les rebozos, les tapis et les couvertures. Le coton est filé et tissé principalement pour créer des vêtements et du linge - y compris des robes, des chemises, des chemisiers, des blouses, des vestes, des nappes, des chemins de table, des serviettes et des couvre-lits. L'œuvre la plus représentative du coton vient de Pátzcuaro et d'Uruapan, ainsi que de Zacán et Tócuaro,. Un autre travail notable dans le domaine du coton est celui des Nahuas dans les zones côtières. Ces textiles ont tendance à être les plus traditionnels, car ils sont faits pour l'autoconsommation, avec les pièces créées depuis la culture du coton jusqu'au tissage du tissu pour coudre et broder le vêtement. Les deux villes les plus connues pour ce travail sont Cachán de Echeverría et Maruata,.
Un certain nombre de communautés sont réputées pour le tissage. El Jorongo est l'une d'entre elles, pour les articles fabriqués à la fois sur la sangle arrière et les métiers à pédales. Les métiers à tisser pour les sangles dorsales et les pédales sont utilisés dans les zones côtières des Nahuas et dans les régions montagneuses des Mazahuas (es) de l'État pour les vêtements de tous les jours et les tenues de fête. Les meilleurs produits tissés en laine et en coton sont fabriqués à Pátzcuaro, Uruapan et Zamora de Hidalgo, produisant des rebozos, d'autres vêtements traditionnels et du linge. Les articles en laine sont tissés sur des métiers à tisser à dos n'est fait que dans la région des Purépechas et une partie de la région des Mazahuas dans la partie orientale de l'état. Angahuan est connue pour ses rebozos, ses couvertures, ses echequemos (sorte de grand châle), ses ruanes et ses tissus lourds avec des images d'oiseaux, de fleurs et de motifs géométriques. Les vestes lourdes sont fabriquées à Pichátaro, Santa Clara del Cobre, Cherán, Comachuén, Macho de Agua, Nahuatzen, Sevina et Charapan,. À Tarecuato, les métiers à tisser à dos créent des ceintures en laine et à Cuanajo, ils fabriquent des poches, des ceintures et bien plus encore dans un motif « patte de chien »,. À Boca de la Cañada, Crescencio Morales et Macho de Agua, les rebozos, les couvertures, les vestes, les sacs de transport et autres sont réalisés avec des tissus fabriqués sur des métiers à tisser, avec des éléments tels que des étoiles, du cerf et du cerf.
Le rebozo est un vêtement traditionnel important, qui a des variations régionales. Ceux en bleu et blanc sur fond noir sont tissés à Ahuiran et Angahuan.
La fibre istle (maguey) est encore travaillée pour créer des articles utilitaires tels que des sacs à dos et des sacs de transport, qui à Santa Cruz Tanaco et Tarecuato sont généralement non teints. À Pómaro, Santa María de Ostula, El Naranjito et Cachán, la même fibre est utilisée pour les grands sacs utilisés pour transporter les pichets et les épis. Le fil istle est également utilisé pour broder des articles en cuir tels que des chapeaux, des brides, des règnes, des cinches. À Paracho, cette fibre est teinte avant d'être travaillée.
La broderie et autres travaux d'aiguille décoratifs sont réalisés par des femmes et sont l'un des travaux manuels les plus courants dans l'État. Ces techniques remontent à la période préhispanique, bien que diverses techniques aient été ajoutées depuis lors. La broderie de blouses et de guanengos (huipils à la michoacane) peut se faire en ajouré, point droit, point de croix et plis. San Felipe de los Herreros est particulièrement connu pour ce travail, ainsi que Zacán, Tócuaro, Erongarícuaro, Tarecuato et Angahuan,,.
Les motifs brodés et tissés peuvent indiquer d'où vient un article. Rebozos de bolita (petites boules) est un style de rebozo de La Piedad et Zamora. Les articles de Tarecuato, Cocucho et San Felipe de los Herreros se distinguent par l'usage intensif du petit point de croix.

### Vannerie

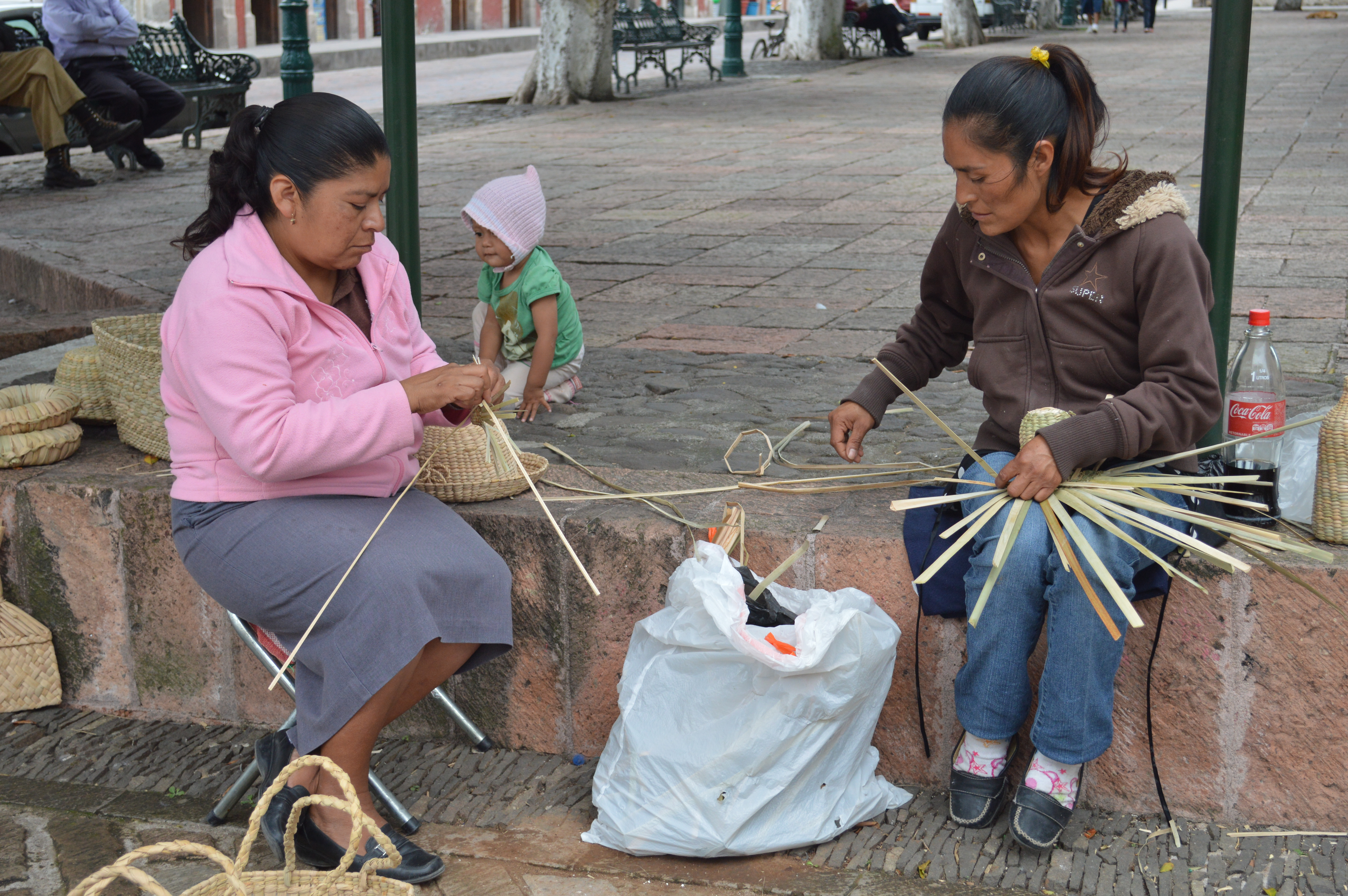
Femmes tissant un panier à Cuitzeo.

Les fibres végétales plus rigides comprennent les roseaux, les joncs (chuspata), les cosses de maïs, les tiges de maïs, la paille de blé, les palmiers et les branches de saule,. La plupart de ce travail est effectué par des femmes, qui tordent, tissent et collent les fibres ensemble pour créer différents types d'articles, dans des villes comme Ario de Rosales, Pátzcuaro, Erongarícuaro, Quiroga et Tzintzuntzan.
L'une des particularités de l'État est la « pâte de caña », littéralement « pâte de tiges de maïs ╗. C'est une technique créée par les Purépechas pour créer des images légères de leurs dieux. Après la Conquête, on s'est ensuite tourné vers la fabrication d'images catholiques légères pour les processions. Il s'agit de l'empaquetage de la tige intérieure du maïs et de la fabrication d'une pâte à partir du même matériau, qui est ensuite sculptée à l'image désirée, qui, une fois terminée, est aussi lisse que celle de la céramique, mais considérablement plus légère. Aujourd'hui, l'artisanat se pratique surtout à Pátzcuaro,.

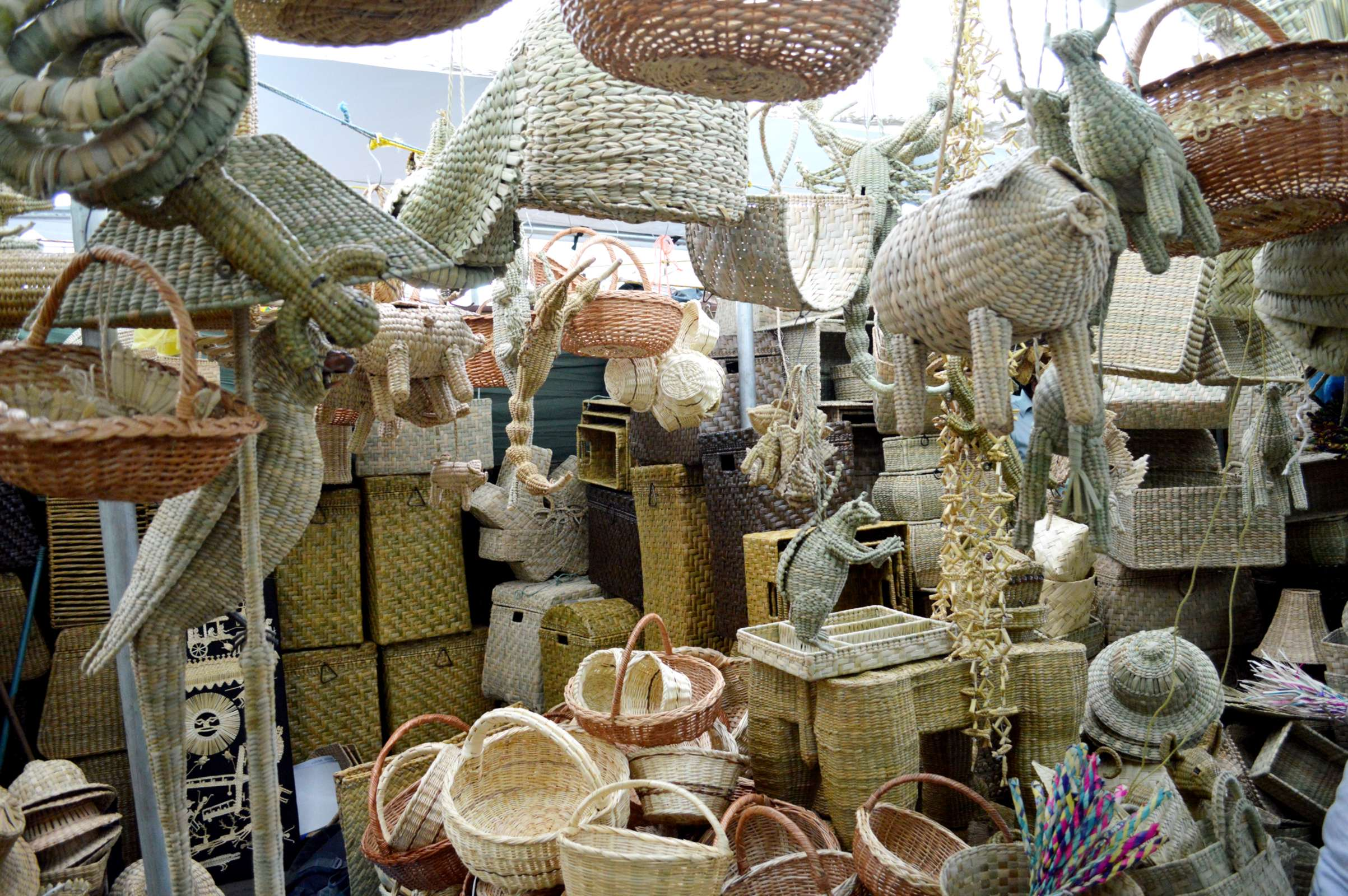
Paniers et produits similaires au Marché du dimanche des Rameaux.

Un autre matériau utilisé dans le Michoacán est la paille de blé, introduite lorsque les Espagnols ont introduit le grain,. La paille est attachée et liée ensemble pour créer des figurines et d'autres objets tels que des images du Christ et de la Vierge Marie pour les autels, des décorations de Noël, des chapeaux, des paniers, des napperons et des écrans, surtout à Ichupio, San Jerónimo Purenchécuaro, San Andrés Tziróndaro et Tzintzuntzan,.
Plus particulier à Michoacán est l'utilisation du même matériau, précédemment teint dans différentes couleurs, pour créer une sorte de mosaïque. Les morceaux de paille coupés individuellement sont soigneusement placés un par un et pressés dans une planche recouverte de cire pour créer des images,. Cette façon d'utiliser la paille de blé remonte à l'époque préhispanique, où différents matériaux étaient disposés selon la même technique, mais la version actuelle, généralement utilisée pour créer des images et des paysages religieux, est populaire depuis les années 1960,. Ce métier se trouve surtout à Tlalpujahua.
Les enveloppes de maïs séchées ont longtemps été utilisées pour créer des poupées et d'autres figurines. Plus récemment, d'autres articles tels que des couronnes, des cloches, des crèches et des décorations de Noël ont été ajoutés. C'est un métier courant à Tzintzuntzan, où les coques sont souvent teintes en jaune et bleu indigo.

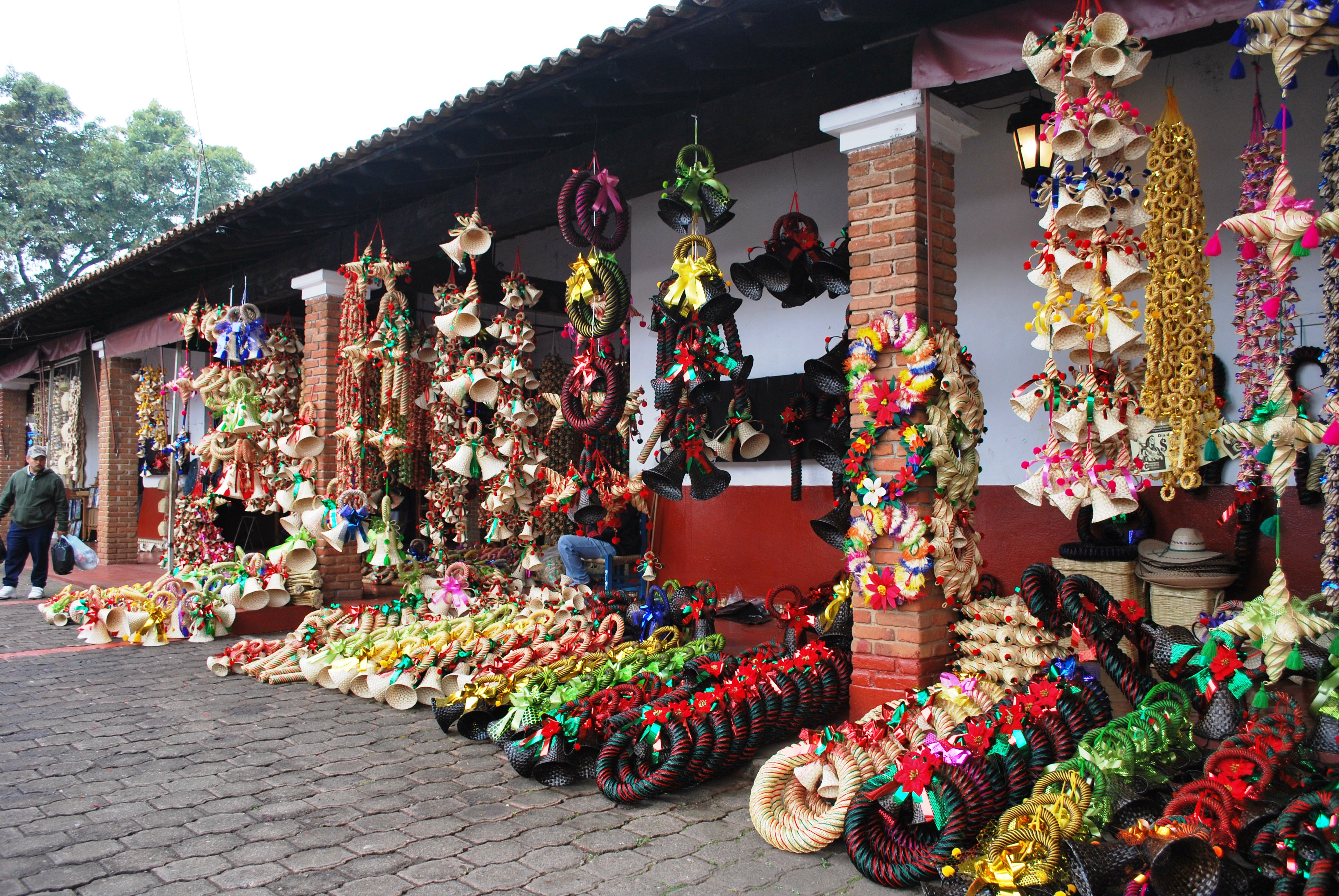
Ornements de Noël en paille de blé en exposition à Tzintzuntzan.

Le travail des feuilles de palmier a été introduit par les Espagnols et développé pendant la période coloniale : les chapeaux sont l'un des principaux articles fabriqués à partir de ces feuilles, chaque région développant sa propre taille et sa propre forme. Les communautés de Jarácuario, Zacán et Urén (Cañada de los Once Pueblos) sont particulièrement connues pour leurs chapeaux. D'autres articles fabriqués à partir des feuilles comprennent des sacs à main, des chemises et des paniers à tortillas,.
Dans les régions du lac de Pátzcuaro et du lac de Cuitzeo (es), des roseaux et des scirpes ont été utilisés pour fabriquer divers produits. L'un d'eux est le petate, un tapis de sol utilisé pendant la période préhispanique pour dormir et encore utilisé dans un certain nombre de communautés indigènes. À Ichupio, Puácuaro et San Jerónimo, on fabrique aussi des paniers, des sacs à main, des nappes, des paniers à tortillas, des revêtements de sol et une variété de figurines décoratives, surtout des oiseaux et celles représentant la vie quotidienne dans cette région. La matière première est généralement collectée au bord du lac et tissée dans des ateliers familiaux. À San Lucas Pío, les roseaux sont utilisés pour fabriquer des paniers et des paniers. À Irancuartaro, les hommes l'utilisent pour faire des paniers à usage domestique ainsi que des paniers très résistants pour cueillir des fraises et du maïs. Les femmes tissent des miniatures avec les mêmes matériaux,.
Les branches de saule sont utilisées à Uripitío et San Juan Buenavista pour fabriquer des paniers, des chapeaux, des corbeilles à papier et des coffres selon leur épaisseur,.

### Laque

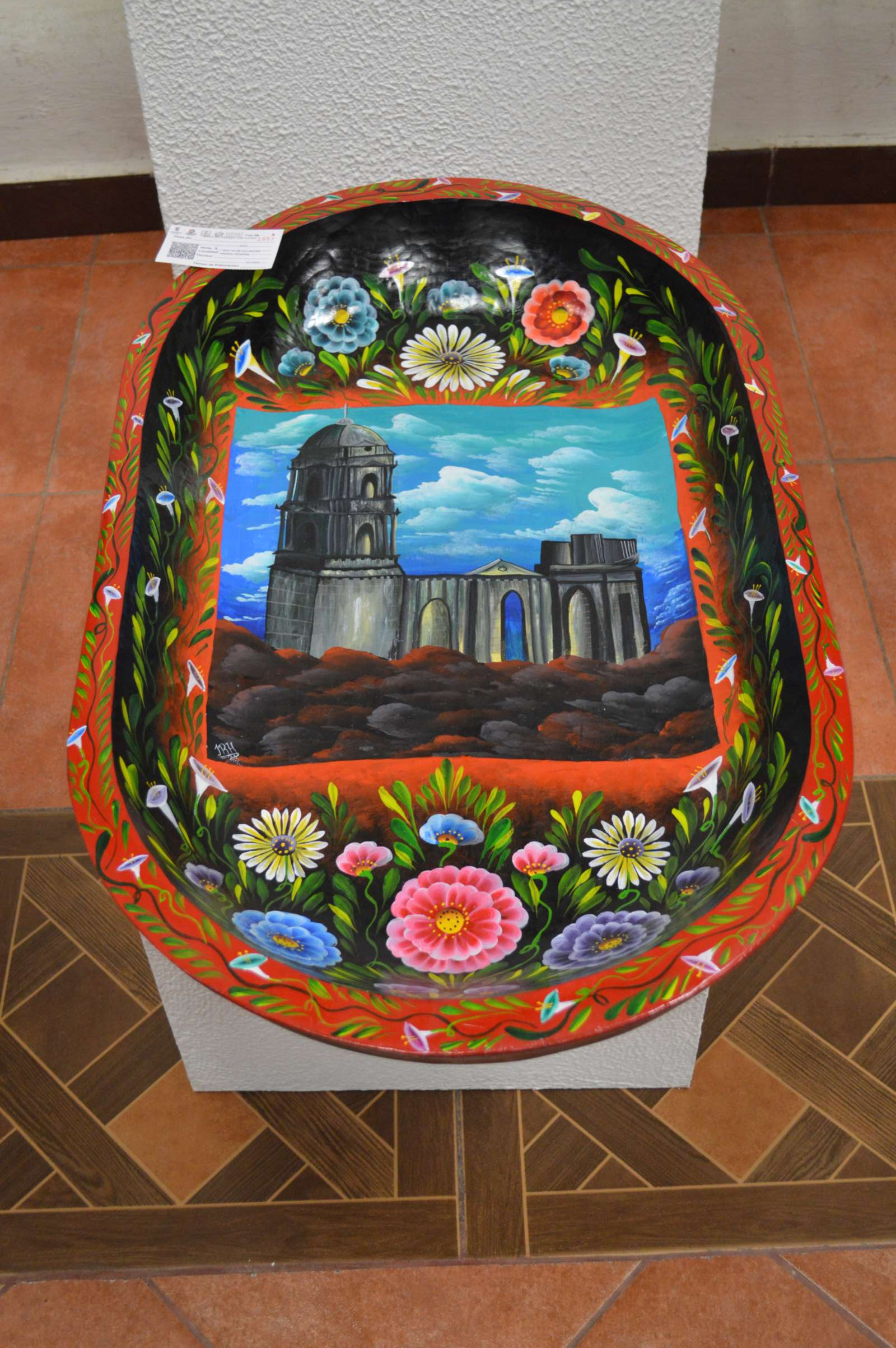
Plat « maque » en compétition au concours annuel de l'artisanat d'État, avec l'image de l'église de Parícutin.

Il existe deux types de laques, la laque, utilisant des produits chimiques plus modernes et la maque, une méthode préhispanique utilisant une cire dérivée de l'insecte femelle coccus axin trouvée dans la Tierra Caliente (es), ainsi que la chia, chicalote ou plus récemment les huiles de lin. Celles-ci sont mélangées à du calcaire dolomitique ou à du plâtre enrichi en calcaire, localement appelé teputzchuta. Les colorants sont généralement d'origine minérale, mais parfois aussi d'origine animale et végétale.
Le laquage s'est surtout développé dans l'état pendant la période coloniale à Uruapan, Pátzcuaro et Quiroga. Au fil du temps, des variations dans la technique et le style sont apparues. Pátzcuaro a développé un nouveau style de contours d'images en or et Quiroga s'est spécialisé dans les plateaux peints au pinceau.
Pour les pièces de laque peintes à l'or, on commence par nettoyer la surface avec un mélange d'essence et de manganèse et par réparer les copeaux dans le bois. Une base est appliquée, puis des couches de laque sont appliquées jusqu'à ce que la surface soit lisse et brillante. Les couleurs de base les plus courantes sont le noir, le brun foncé, le violet, le vert et l'orange. La dernière étape consiste à ajouter de petits morceaux de feuilles d'or avec des cotons-tiges imbibés d'huile pour mettre en valeur une partie du motif. Des couleurs sont ensuite appliquées sur le corps du dessin, contrastant avec la base plus foncée.

### Autres artisanats

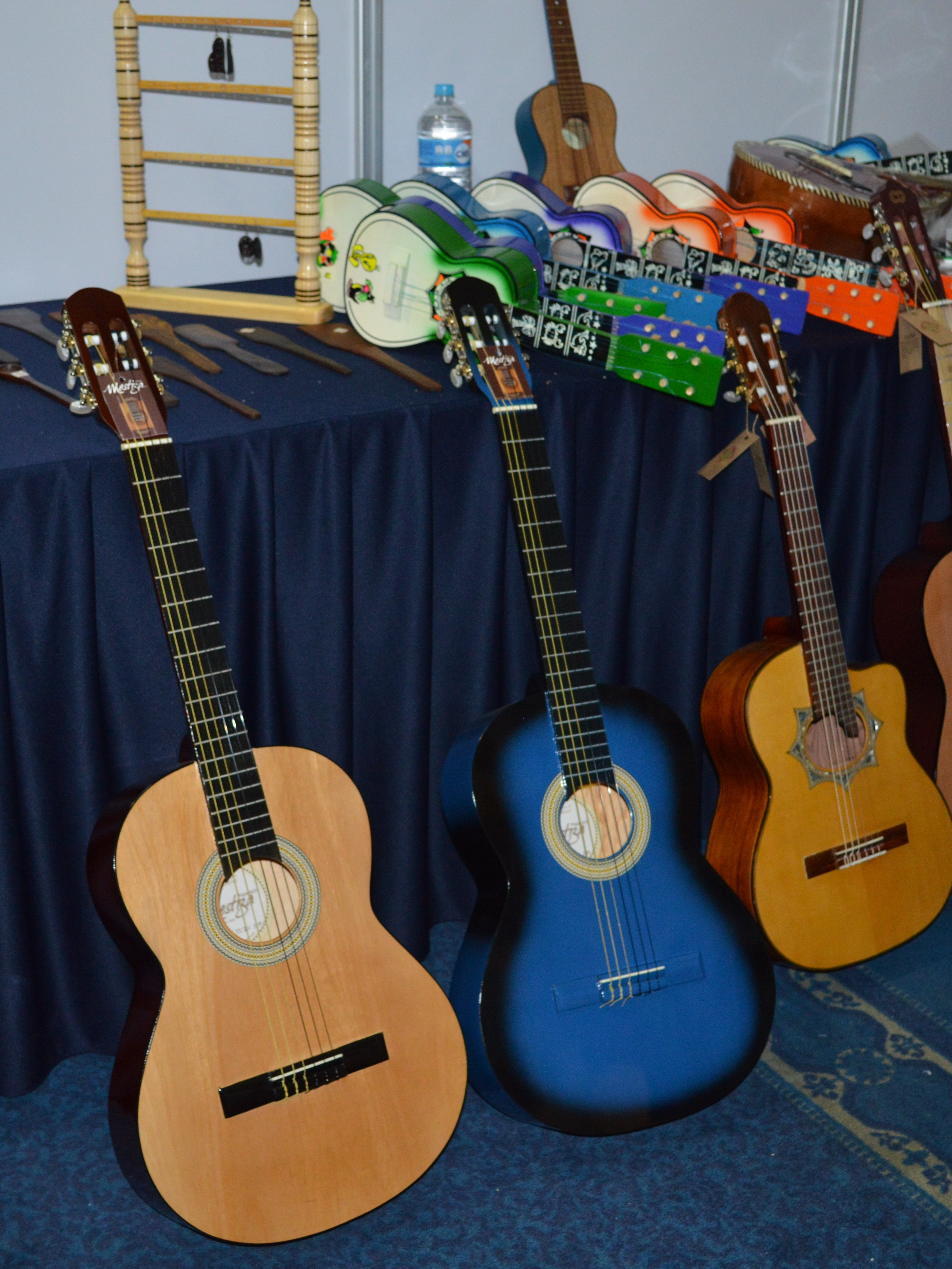
Guitares de Paracho de Verduzco.

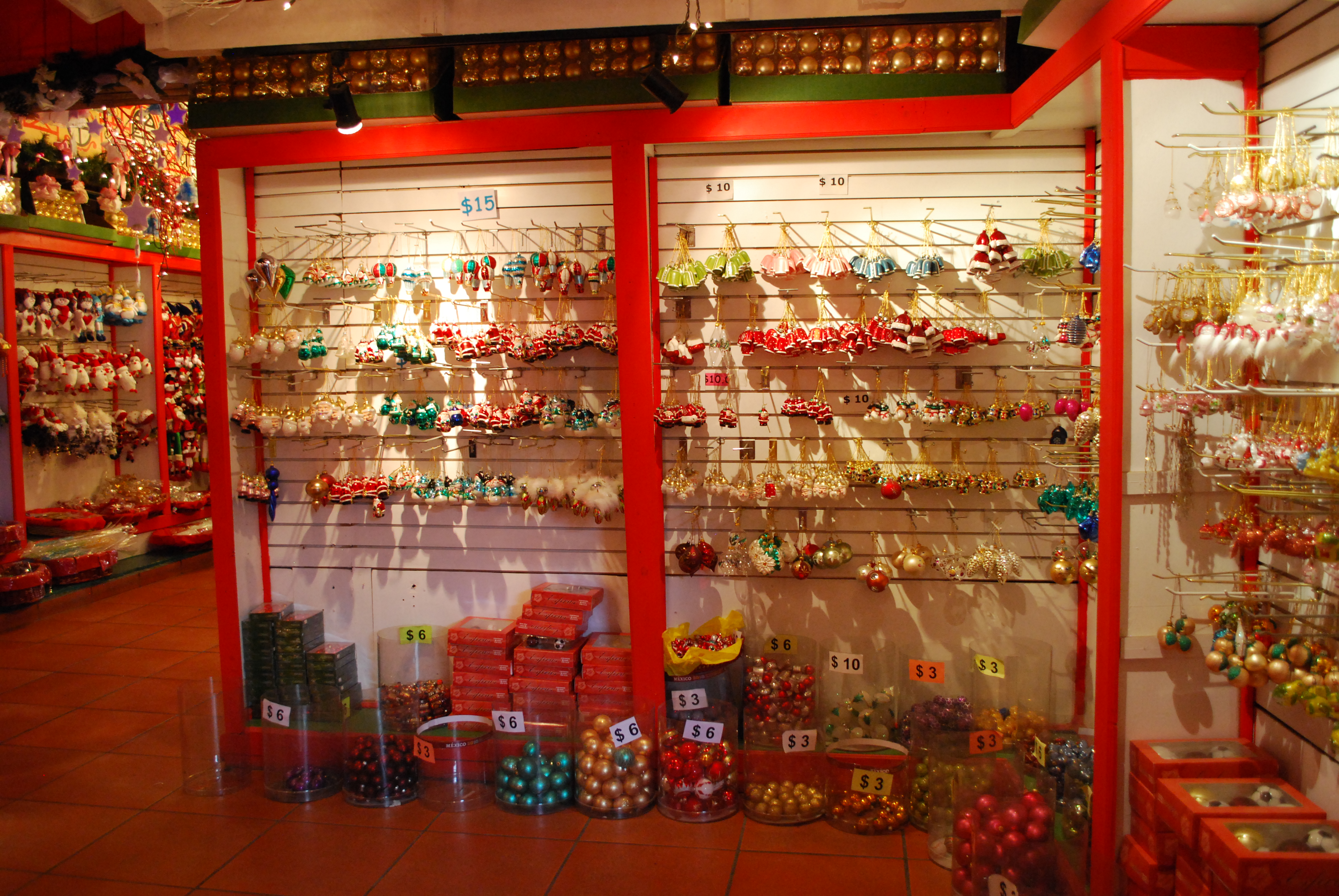
Décorations de Noël à Tlalpujahua.

D'autres métiers comprennent la maroquinerie, les articles en cire et le papel picado. Les principaux articles de maroquinerie comprennent les huaraches (l'article le plus courant), les selles, les ceintures brodées, les chaises à dossier en cuir et les cueras (es) (une sorte de long manteau en peau de cerf). La région de Tierra Caliente de l'État est connue pour la fabrication d'un type unique de chaise/banc à dossier en cuir. Le cuir repose sur un cadre fait de bandes d'écorce peignées de branches et de rameaux de bois dur. Le cadre est fait de bois plus solide. La sculpture à la cire se retrouve généralement dans la fabrication de bougies et de sculptures,.
Des travaux de plumage sont encore en cours à Tlalpujahua et Morelia. Cet art a ses origines et a atteint son apogée à la fin de la période préhispanique et au tout début de la période coloniale, avec des plumes utilisées pour décorer des boucliers, des étendards, des coiffes, des images en mosaïque, des casquettes et plus encore pour les classes dirigeantes. Il y a des efforts pour le ranimer. Tlalpujahua a des ateliers qui créent des images de plumes d'icônes religieuses, de paysages, d'animaux et plus encore en utilisant des plumes de différentes couleurs et tailles, principalement vendues à Tlalpujahua et à Morelia. Les artisans locaux Gabriel Olay et Luis Guillermos Olay Barrientos ont remporté des prix nationaux pour leur travail. L'œuvre de Gabriel Olay a été offerte par des présidents mexicains à divers dignitaires dans le monde.
La cantera (tuf) est une pierre volcanique particulière du centre du Mexique et est un matériau commun pour la construction et la sculpture. Le centre historique de Morelia est parsemé de canteras de couleur rose, avec environ 1 400 bâtiments construits en tout ou en partie avec elle. Morelia reste un centre pour le travail de cette pierre avec des matières premières et des produits finis envoyés dans d'autres parties du Mexique et à l'étranger. D'autres villes connues pour ce travail sont Tlalpujahua et Tzintzuntzan. La pierre ici vient dans diverses couleurs comme le gris, le noir, le jaune et le brun avec du rose. Les pièces sculptées comprennent des images religieuses et des fontaines, le plus souvent réalisées sur commande,,,.
Les villes d'Angahuan et de Zirahuén sont réputées pour leurs petits chiffons représentant des scènes de la vie quotidienne. Paracho, Aranza et Cherán fabriquent des toupies, des yo-yo et des bilboquets avec de petits camions en bois fabriqués à Quiroga,,.
L'artisanat le plus connu de Tlalpujahua est la fabrication de sphères de verre pour arbres de Noël, dont la plupart sont peintes à la main. Ces ornements sont vendus au Mexique et exportés dans les Amériques ainsi qu'en Europe et au Japon,.